# Liste von Windkraftanlagen in Berlin und Brandenburg
Die Liste von Windkraftanlagen in Berlin und Brandenburg bietet einen Überblick über die installierten Windkraftanlagen in den Bundesländern Berlin und Brandenburg, wobei der Schwerpunkt auf den installierten Windparks liegt. Als Windparks gelten Standorte mit drei oder mehr Anlagen. Anlagen mit Stahlfachwerkturm sind durch Kursivschrift gekennzeichnet. Wieder abgebaute Anlagen ohne Repowering am gleichen Standort sind durchgestrichen. Da laufend neue Windkraftanlagen errichtet und mit oder ohne Repowering zurückgebaut werden, erhebt diese Liste keinen Anspruch auf Vollständigkeit; sie zeigt den Stand von Anfang 2021. Datenbasis ist die interaktive Karte von Metaver, über die man sich auch über geplante und genehmigte Windenergieanlagen im Land Brandenburg informieren kann sowie das Marktstammdatenregister.
Im Jahr 2016 deckten die erneuerbaren Energieträger (Sonne, Wind, Wasserkraft, Biogas, Biomasse) rund 67 % des Bruttostrombedarfs der beiden Bundesländer (Berlin: rund 4 %; Brandenburg rund 102 %).

## Übersicht
| Name | Baujahr                                                                                                  | Gesamt- Leistung (MW) | Anzahl | Typ (WKA) | Ort                                                              | Land- kreis | Koordinaten                                              | Projektierer / Betreiber                                                                                                   | Bemerkungen |
| --- | --- | --------------------- | ------ | --- | ---------------------------------------------------------------- | ----------- | -------------------------------------------------------- | --- | --- |
| I. Windkraftanlage Pankow                                                                                | 2008 | 2,0                   | 1      | Enercon E-82 (1×) | Buch                                                             | B           | 52° 38′ 10″ N, 13° 25′ 47″ O                             | NEB | bis Ende 2014 einzige Windkraftanlage in Berlin |
| II. und VI. Windkraftanlage Pankow                                                                       | 2014 2021                                                                                                | 6,5                   | 2      | Enercon E-82 E2 (1×) Enercon E-138 EP3 E2 (1×) | Stadtrandsiedlung Malchow                                        | B           | 52° 35′ 29″ N, 13° 30′ 4″ O                              | NEB | |
| III. und IV. Windkraftanlage Pankow                                                                      | 2015 | 4,7                   | 2      | Enercon E-92 (2×) | Französisch Buchholz                                             | B           | 52° 37′ 51″ N, 13° 26′ 43″ O                             | Phase 5 GmbH & Co Windkraft Pankow                                                                                         | auf dem Gelände von Heron Fireworks |
| V. Windkraftanlage Pankow                                                                                | 2016 | 3,4                   | 1      | Senvion 3.4M104 (1×) | Buch                                                             | B           | 52° 38′ 27″ N, 13° 26′ 6″ O                              | WEA Pankow GmbH | auf dem Gelände von Dare GmbH |
| Windkraftanlage Althüttendorf                                                                            | 1995 | 0,5                   | 1      | Vestas V39-500kW (1×) | Althüttendorf                                                    | BAR         | 52° 57′ 51″ N, 13° 49′ 5″ O                              | Zopf GmbH | bereits abgebaut, Turm dient noch als Sendemast |
| Windkraftanlage Banzendorf                                                                               | 1999 | 0,5                   | 1      | Enercon E-40/5.40 (1×) | Banzendorf                                                       | OPR         | 53° 2′ 27″ N, 13° 1′ 9″ O                                | Windenergie Wenger-Rosenau GmbH & Co. KG; Energiequelle GmbH                                                               | |
| Windkraftanlage Berge                                                                                    | 1994 | 0,05                  | 1      | Krogmann 15/50 (1×) | Berge                                                            | HVL         | 52° 36′ 55″ N, 12° 47′ 1″ O                              | Jugendhof Brandenburg e. V.                                                                                                | seit 2021 außer Betrieb |
| Windkraftanlage Bärenbrück (Windkraftanlage Krabat)                                                      | 1994 | 0,5                   | 1      | Enercon E-40/5.40 (1×) | Bärenbrück                                                       | SPN         | 51° 48′ 25″ N, 14° 27′ 20″ O                             | Boreas | erste Windkraftanlage in der Lausitz |
| Windkraftanlage Booßen                                                                                   | 2002 | 0,6                   | 1      | Enercon E-40/6.44 (1×) | Booßen                                                           | FF          | 52° 22′ 37″ N, 14° 27′ 47″ O                             | | |
| Windkraftanlage Diedersdorf                                                                              | 1996 | 0,6                   | 1      | Vestas V44-600kW (1×) | Diedersdorf                                                      | MOL         | 52° 31′ 15″ N, 14° 21′ 16″ O                             | | |
| Windkraftanlage EuroSpeedway Lausitz                                                                     | 2012 | 7,6                   | 1      | Enercon E-126 EP8 (1×) | Hörlitz                                                          | OSL         | 51° 32′ 7″ N, 13° 55′ 17″ O                              | Energiequelle GmbH | |
| Windkraftanlage Falkenhagen                                                                              | 1999 | 0,6                   | 1      | Südwind S46/600 (1×) | Falkenhagen                                                      | PR          | 53° 12′ 56″ N, 12° 11′ 46″ O                             | | |
| Windkraftanlage Frankenfelde                                                                             | 2004 | 1,5                   | 1      | NEG Micon NM 82/1500 (1×) | Luckenwalde-Frankenfelde                                         | TF          | 52° 6′ 37″ N, 13° 7′ 48″ O                               | | |
| Windkraftanlagen Frauenhagen                                                                             | 1993 | 0,27                  | 1      | Südwind N3127 (1×) | Frauenhagen                                                      | UM          | 53° 4′ 47″ N, 14° 3′ 15″ O                               | | abgebaut 2013 |
| Windkraftanlage Friedland                                                                                | 1999 | 0,5                   | 1      | Enercon E-40/5.40 (1×) | Friedland                                                        | LOS         | 52° 6′ 19″ N, 14° 14′ 21″ O                              | | |
| Windkraftanlage Fürstenwalde                                                                             | 1999 2021                                                                                                | 0,6                   | 1      | Vestas V44-600kW (1×) | Fürstenwalde                                                     | LOS         | 52° 23′ 18″ N, 14° 3′ 12″ O                              | | Abbau von 7 Anlagen 2021. Erweiterung geplant (3× Vestas V136-3.45MW) |
| Windkraftanlage Garrey                                                                                   | 1995 | 0,5                   | 1      | Enercon E-40/5.40 (1×) | Garrey                                                           | PM          | 52° 1′ 21″ N, 12° 40′ 11″ O                              | | |
| Windkraftanlage Gerswalde                                                                                | 1994 | 0,15                  | 1      | Nordex N27/150 (1×) | Flieth-Stegelitz                                                 | UM          | 53° 9′ 44″ N, 13° 45′ 58″ O                              | | |
| Windkraftanlage Glindow                                                                                  | 1996 | 0,6                   | 1      | Tacke TW 600e (1×) | Glindow                                                          | PM          | 52° 21′ 34″ N, 12° 52′ 32″ O                             | | |
| Windkraftanlagen Gosen-Neu Zittau                                                                        | 1992 | 0,74                  | 2      | Südwind N 1237 (2×) | Gosen-Neu Zittau                                                 | LOS         | 52° 22′ 51″ N, 13° 44′ 4″ O                              | Ökologisches Kulturzentrum Kesselberg e. V.                                                                                | |
| Windkraftanlage Gölsdorf                                                                                 | 1999 | 0,5                   | 1      | Enercon E-40/5.40 (1×) | Gölsdorf                                                         | TF          | 51° 57′ 25″ N, 12° 57′ 55″ O                             | | |
| Windkraftanlage Grenzheim                                                                                | 1996 | 0,6                   | 1      | Micon M 1800-600 (1×) | Berge                                                            | PR          | 53° 15′ 11″ N, 11° 53′ 15″ O                             | | |
| Windkraftanlage Groß Leppin                                                                              | 2000? | 1,5                   | 1      | Enron Wind 1.5sl (1×) | Groß Leppin                                                      | PR          | 52° 56′ 52″ N, 12° 4′ 42″ O                              | | bereits abgebaut |
| Windkraftanlage Güterberg                                                                                | 1997 | 0,6                   | 1      | Tacke TW 600 (1×) | Güterberg                                                        | UM          | 53° 28′ 24″ N, 13° 45′ 39″ O                             | | |
| Windkraftanlage Hasenfelde                                                                               | 1997 | 0,5                   | 1      | Vestas V39-500kW (1×) | Hasenfelde                                                       | LOS         | 52° 25′ 30″ N, 14° 11′ 45″ O                             | | |
| Windkraftanlage Kablow                                                                                   | 1999 | 0,5                   | 1      | Enercon E-40/5.40 (1×) | Kablow                                                           | LDS         | 52° 18′ 23″ N, 13° 44′ 5″ O                              | | |
| Windkraftanlage Kaltenborn                                                                               | 1999 | 0,5                   | 1      | Enercon E-40/5.40 (1×) | Kaltenborn                                                       | TF          | 51° 58′ 51″ N, 12° 56′ 14″ O                             | | |
| Windkraftanlage Ketzin                                                                                   | 2022 | 0,25                  | 1      | Leitwind LTW42-250 (1×) | Ketzin                                                           | HVL         | 52° 29′ 29″ N, 12° 52′ 8″ O                              | | |
| Windkraftanlage Klocknow                                                                                 | 2001 | 1,0                   | 1      | Enercon E-58 (1×) | Klocknow                                                         | UM          | 53° 23′ 51″ N, 14° 1′ 36″ O                              | | |
| Windkraftanlage Laasow                                                                                   | 2006 | 2,5                   | 1      | Fuhrländer FL 2500/90 (1×) | Laasow                                                           | OSL         | 51° 43′ 8″ N, 14° 6′ 14″ O                               | EFI Wind GmbH | bis Ende 2012 höchste Windkraftanlage der Welt (Nabenhöhe 160 m, Gesamthöhe 205 m) |
| Windkraftanlage Lauchhammer                                                                              | 2009 | 3,0                   | 1      | Vestas V112-3.0MW (1×) | Lauchhammer                                                      | OSL         | 51° 28′ 41″ N, 13° 46′ 37″ O                             | | |
| Windkraftanlage Lieberose                                                                                | 1997 | 0,5                   | 1      | Enercon E-40/5.40 (1×) | Lieberose                                                        | LDS         | 51° 59′ 32″ N, 14° 15′ 29″ O                             | | |
| Windkraftanlage Löhme                                                                                    | 1998 | 0,6                   | 1      | Südwind S46/600 (1×) | Löhme                                                            | BAR         | 52° 38′ 14″ N, 13° 40′ 48″ O                             | | |
| Windkraftanlage Lunow-Stolzenhagen                                                                       | 1994 | 0,6                   | 1      | Tacke TW 600a (1×) | Lunow-Stolzenhagen                                               | BAR         | 52° 55′ 8″ N, 14° 5′ 24″ O                               | | |
| Windkraftanlage Nettelbeck                                                                               | 1993 | 0,25                  | 1      | Micon M 750-250 (1×) | Nettelbeck                                                       | PR          | 53° 17′ 6″ N, 12° 2′ 19″ O                               | Zopf GmbH | mittlerweile zurückgebaut |
| Windkraftanlage Neu-Zittau                                                                               | 1997 | 0,5                   | 1      | Enercon E-40/5.40 (1×) | Neu-Zittau                                                       | LOS         | 52° 22′ 50″ N, 13° 43′ 59″ O                             | Atlantis GmbH | |
| Windkraftanlage Neuküstrinchen                                                                           | 1996 | 0,6                   | 1      | Tacke TW 600e (1×) | Neuküstrinchen                                                   | MOL         | 52° 47′ 58″ N, 14° 9′ 13″ O                              | | |
| Windkraftanlage Ortwig                                                                                   | 1997 | 0,6                   | 1      | Tacke TW 600 (1×) | Ortwig                                                           | MOL         | 52° 42′ 22″ N, 14° 19′ 39″ O                             | | |
| Windkraftanlage Parstein                                                                                 | 1994 | 0,5                   | 1      | Vestas V39-500kW (1×) | Parstein                                                         | BAR         | 52° 55′ 51″ N, 14° 0′ 55″ O                              | | |
| Windkraftanlage Ressen                                                                                   | 1998 | 0,6                   | 1      | BWU 43/600 (1×) | Ressen                                                           | OSL         | 51° 37′ 8″ N, 14° 7′ 23″ O                               | | |
| Windkraftanlage Ressen-Zaue                                                                              | 1998 | 0,5                   | 1      | Enercon E-40/5.40 (1×) | Ressen-Zaue                                                      | LDS         | 52° 2′ 27″ N, 14° 8′ 29″ O                               | | |
| Windkraftanlage Seelübbe                                                                                 | 1994 | 0,25                  | 1      | Micon M 750-250 (1×) | Seelübbe                                                         | UM          | 53° 14′ 44″ N, 13° 52′ 54″ O                             | | |
| Windkraftanlage Viesen                                                                                   | 2002 | 1,5                   | 1      | GE Wind Energy 1.5sl (1×) | Viesen                                                           | PM          | 52° 19′ 59″ N, 12° 23′ 28″ O                             | | |
| Windkraftanlage Wandlitz                                                                                 | 2001 | 1,0                   | 1      | Nordex N54/1000 (1×) | Wandlitz                                                         | BAR         | 52° 44′ 30″ N, 13° 26′ 13″ O                             | | |
| Windkraftanlage Watowainz                                                                                | 2006 | 2,0                   | 1      | Vestas V90-2.0MW (1×) | Bärenbrück                                                       | SPN         | 51° 49′ 43″ N, 14° 28′ 28″ O                             | Boreas | in unmittelbarer Nähe des Kraftwerks Jänschwalde |
| Windkraftanlage Wulkow (Neuruppin)                                                                       | 1998 | 0,5                   | 1      | Enercon E-40/5.40 (1×) | Wulkow                                                           | OPR         | 52° 54′ 58″ N, 12° 53′ 24″ O                             | | |
| Windkraftanlage Wustrow                                                                                  | 2002 | 1,3                   | 1      | Nordex N60/1300 (1×) | Wustrow                                                          | MOL         | 52° 45′ 5″ N, 14° 13′ 11″ O                              | | |
| Windkraftanlagen Ahlsdorf                                                                                | 2002 | 1,2                   | 2      | Enercon E-40/6.44 (2×) | Ahlsdorf                                                         | EE          | 51° 50′ 41″ N, 13° 12′ 8″ O                              | VSB Group | |
| Windkraftanlagen Beelitz                                                                                 | 2025 | 12,4                  | 2      | Vestas V162-6.2MW (2×) | Reesdorf                                                         | PM          | 52° 14′ 33″ N, 12° 53′ 27″ O                             | Notus Energy | in Bau weitere Anlagen geplant (8× Vestas V162-7.2MW) |
| Windkraftanlagen Beeskow-Ost                                                                             | 1998 | 1,0                   | 2      | Enercon E-40/5.40 (2×) | Beeskow                                                          | LOS         | 52° 9′ 59″ N, 14° 17′ 43″ O                              | | |
| Windkraftanlagen Beveringen-Nord                                                                         | 1995 | 1,0                   | 2      | Vestas V39-500kW (2×) | Beveringen                                                       | PR          | 53° 9′ 46″ N, 12° 12′ 40″ O                              | Zopf GmbH | mittlerweile zurückgebaut |
| Windkraftanlagen Boecke                                                                                  | 1998 | 1,0                   | 2      | Enercon E-40/5.40 (2×) | Boecke                                                           | PM          | 52° 17′ 55″ N, 12° 24′ 47″ O                             | | |
| Windkraftanlagen Calau-Säritz                                                                            | 1998 | 1,2                   | 2      | DeWind D4 48/600 (2×) | Säritz                                                           | OSL         | 51° 44′ 18″ N, 13° 55′ 27″ O                             | PROMETHEUS | |
| Windkraftanlagen Dabern                                                                                  | 2009 2010                                                                                                | 4,0                   | 2      | Vestas V90-2.0MW (2×) | Dabern                                                           | EE          | 51° 43′ 11″ N, 13° 40′ 32″ O                             | UKA | |
| Windkraftanlagen Drasdo                                                                                  | 2002 | 1,7                   | 2      | Vestas V52-850kW (2×) | Drasdo                                                           | EE          | 51° 37′ 32″ N, 13° 20′ 34″ O                             | | |
| Windkraftanlagen Drewen                                                                                  | 1999 | 1,0                   | 2      | Enercon E-40/5.40 (2×) | Drewen                                                           | OPR         | 52° 59′ 17″ N, 12° 23′ 6″ O                              | | 2021 abgebaut |
| Windkraftanlagen Gollmitz (Calau)                                                                        | 2015 | 6,4                   | 2      | Senvion 3.2M114 (2×) | Gollmitz                                                         | OSL         | 51° 41′ 4″ N, 13° 53′ 4″ O                               | ABO Wind, WP Gollmitz | Erweiterung geplant (6× Nordex N175/6800) |
| Windkraftanlagen Göttin                                                                                  | 2005 | 3,0                   | 2      | GE Wind Energy 1.5sl (2×) | Göttin                                                           | BRB         | 52° 21′ 11″ N, 12° 33′ 19″ O                             | | |
| Windkraftanlagen Grimme                                                                                  | 2000 | 2,0                   | 2      | AN Bonus 1000/54 (2×) | Grimme                                                           | UM          | 53° 25′ 40″ N, 14° 8′ 16″ O                              | | |
| Windkraftanlagen Groß Rietz                                                                              | 2001 | 3,6                   | 2      | Enercon E-66/18.70 (2×) | Groß Rietz                                                       | LOS         | 52° 13′ 2″ N, 14° 13′ 41″ O                              | | |
| Windkraftanlagen Herzfelde                                                                               | 2005 | 3,8                   | 2      | GE Wind Energy 1.5sl (1×) GE Wind Energy 2.3 (1×) | Herzfelde                                                        | MOL         | 52° 29′ 44″ N, 13° 50′ 13″ O                             | | |
| Windkraftanlage Hohenseefeld                                                                             | 1993 | 0,08                  | 1      | Lagerwey LW 18/80 (1×) | Hohenseefeld                                                     | TF          | 51° 52′ 48″ N, 13° 17′ 57″ O                             | Wasser- und Abwasserzweckverband Hohenseefeld                                                                              | Zweiflügler, 2013 abgebaut |
| Windkraftanlagen Horstfelde                                                                              | 1993 | 0,6                   | 2      | Enercon E-33 (2×) | Horstfelde                                                       | TF          | 52° 12′ 28″ N, 13° 23′ 33″ O                             | | mittlerweile abgebaut |
| Windkraftanlagen Karche-Zaacko                                                                           | 2000 | 1,2                   | 2      | DeWind D4 48/600 (2×) | Karche-Zaacko                                                    | LDS         | 51° 52′ 8″ N, 13° 44′ 3″ O                               | PROMETHEUS | eine Anlage 2019 havariert |
| Windkraftanlagen Kleinow                                                                                 | 1999 | 1,0                   | 2      | Enercon E-40/5.40 (2×) | Kleinow                                                          | PR          | 53° 2′ 34″ N, 11° 58′ 16″ O                              | | |
| Windkraftanlagen Lindena                                                                                 | 2000 | 1,2                   | 2      | DeWind D4 46/600 (2×) | Lindena                                                          | EE          | 51° 36′ 2″ N, 13° 30′ 59″ O                              | Eichenauer Energie | |
| Windkraftanlagen Massen                                                                                  | 2001 | 2,5                   | 2      | DeWind D6 62/1250 (2×) | Massen                                                           | EE          | 51° 39′ 1″ N, 13° 43′ 28″ O                              | PROMETHEUS | |
| Windkraftanlagen Niederlehme                                                                             | 2012 | 4,0                   | 2      | Vestas V90-2.0MW (2×) | Niederlehme                                                      | LDS         | 52° 19′ 19″ N, 13° 40′ 27″ O                             | ABO Wind | Die Anlagen stehen auf einer früheren Tagebaufläche. |
| Windkraftanlagen Niemerlang                                                                              | 1994 | 0,12                  | 2      | Lagerwey LW 18/80 (2×) | Niemerlang                                                       | PR          | 53° 15′ 48″ N, 12° 20′ 15″ O                             | | Zweiflügler, mittlerweile abgebaut |
| Windkraftanlagen Ogrosen                                                                                 | 1998? | 1,2                   | 2      | Enercon E-40/6.44 (2×) | Ogrosen                                                          | OSL         | 51° 42′ 52″ N, 14° 3′ 8″ O                               | | |
| Windkraftanlagen Proßmarke                                                                               | 2010 2015                                                                                                | 5,05                  | 2      | Enercon E-82 (1×) Enercon E-101 (1×) | Proßmarke                                                        | EE          | 51° 43′ 40″ N, 13° 29′ 59″ O                             | | |
| Windkraftanlagen Rohlsdorf                                                                               | 2005 | 3,0                   | 2      | GE Wind Energy 1.5sl (2×) | Rohlsdorf                                                        | PR          | 53° 14′ 3″ N, 12° 16′ 29″ O                              | | |
| Windkraftanlagen Rüdersdorf                                                                              | 1995 | 1,2                   | 2      | Tacke TW 600 (2×) | Rüdersdorf                                                       | MOL         |                                                          | | 2021 abgebaut |
| Windkraftanlagen Schorbus                                                                                | 2007 2008                                                                                                | 3,0                   | 2      | REpower MD77 (2×) | Schorbus                                                         | SPN         | 51° 40′ 28″ N, 14° 16′ 39″ O                             | PROMETHEUS; NATENCO; UKA; Eurowind Energy GmbH                                                                             | |
| Windkraftanlagen Schünow                                                                                 | 1993 | 0,6                   | 2      | Enercon E-33 (2×) | Schünow                                                          | TF          | 52° 13′ 21″ N, 13° 21′ 24″ O                             | | Steht als ältester erhaltener Windpark Brandenburgs unter Denkmalschutz |
| Windkraftanlagen Stöffin                                                                                 | 1999 2021                                                                                                | 1,2                   | 2      | Südwind S46/600 (2×) | Stöffin                                                          | OPR         |                                                          | Zopf GmbH | errichtet an der A 24 eine weitere Südwind S46/600 wurde 1999 nach Unfall bis auf den Turm abgebaut kompletter Abriss des Parks 2021 |
| Windkraftanlagen Tempelberg-Heinersdorf                                                                  | 2001 | 1,8                   | 2      | Enercon E-40/5.40 (1×) AN Bonus 1300/62 (1×) | Tempelberg Heinersdorf                                           | LOS         | 52° 26′ 56″ N, 14° 10′ 55″ O                             | | |
| Windkraftanlagen Trebbus                                                                                 | 2013 | 4,0                   | 2      | Vestas V90-2.0MW (2×) | Trebbus                                                          | EE          | 51° 41′ 18″ N, 13° 29′ 51″ O                             | | |
| Windkraftanlagen Treuenbrietzen                                                                          | 1997 | 1,2                   | 2      | Micon M 1800-600 (2×) | Treuenbrietzen                                                   | PM          | 52° 5′ 47″ N, 12° 50′ 38″ O                              | | |
| Windkraftanlagen Weesow                                                                                  | 1999 | 1,0                   | 2      | Enercon E-40/5.40 (2×) | Weesow                                                           | BAR         | 52° 39′ 23″ N, 13° 42′ 35″ O                             | MBBF | |
| Windkraftanlagen Wulfersdorf                                                                             | 1998 | 1,0                   | 2      | Enercon E-40/5.40 (2×) | Wulfersdorf                                                      | OPR         | 53° 14′ 11″ N, 12° 24′ 50″ O                             | Zopf GmbH | |
| Windkraftanlagen Zempow                                                                                  | 2003 | 1,2                   | 2      | Enercon E-40/6.44 (2×) | Zempow                                                           | OPR         | 53° 13′ 21″ N, 12° 44′ 36″ O                             | | |
| Windpark Alt Mahlisch-Carzig                                                                             | 1994 2002 2012 2021 2023 2025                                                                            | 28,3                  | 9      | Vestas V39-500kW (2×) Enercon E-82 E2 (2×) Enercon E-138 EP3 (2×) Enercon E-138 EP3 E2 (1×) Enercon E-160 EP5 E2 (1×) Vestas V162-6.0MW (1×) | Alt Mahlisch Carzig                                              | MOL         | 52° 27′ 33″ N, 14° 26′ 27″ O                             | PNE Wind | 2023 Repowering (1× Enercon E-138 EP3 E2 statt 3× Enercon E-58) Erweiterung in Bau (1× Enercon E-160 EP5 E2) |
| Windpark Altes Lager (Windpark Tiefenbrunnen)                                                            | 2009 2017 2019                                                                                           | 51,15                 | 23     | Enercon E-82 (18×) Enercon E-101 (3×) Enercon E-115 (2×) | Altes Lager Jüterbog Treuenbrietzen                              | TF PM       | 52° 2′ 2″ N, 12° 58′ 9″ O                                | Enercon Invest; Energiequelle GmbH                                                                                         | |
| Windpark Altlandsberg                                                                                    | 2003 2004 2005 2017                                                                                      | 26,45                 | 13     | Vestas V52-850kW (2×) Vestas V90-2.0MW (9×) Vestas V112-3.3MW (1×) Vestas V112-3.45MW (1×) | Wegendorf Wesendahl                                              | MOL         | 52° 36′ 13″ N, 13° 47′ 3″ O                              | Green Wind | |
| Windpark Altlüdersdorf-Zabelsdorf                                                                        | 2002 2003                                                                                                | 22,5                  | 15     | GE Wind Energy 1.5sl (9×) REpower MD77 (6×) | Altlüdersdorf Zabelsdorf                                         | OHV         | 53° 2′ 18″ N, 13° 13′ 1″ O                               | Energiekontor, Natenco | |
| Windpark Angermünde-Nordost                                                                              | 2002 2003 2017                                                                                           | 29,0                  | 10     | REpower 57/1000 (3×) Senvion 3.2M122 (6×) Nordex N175/6800 (1×) | Angermünde                                                       | UM          | 53° 2′ 9″ N, 14° 2′ 23″ O                                | | Repowering im Gange (1× statt 1× REpower MD77) |
| Windpark Auras                                                                                           | 2006 2009 2013 2016 2021 2022                                                                            | 35,9                  | 11     | Enercon E-53 (1×) Vestas V80-2.0MW (1×) Vestas V90-2.0MW (4×) Vestas V126-3.3MW (1×) Vestas V136-4.2MW (1×) Vestas V150-5.6MW (1×) Vestas V162-6.0MW (2×) | Auras                                                            | SPN         | 51° 39′ 22″ N, 14° 16′ 46″ O                             | PROMETHEUS; NATENCO; UKA; Eurowind Energy GmbH                                                                             | Erste Anlagen des Typs Vestas V162 EnVentus mit 169 Meter Max Bögl Hybridturm in Deutschland |
| Windpark Badingen-Mildenberg                                                                             | 1998 2003 2004 2006 2012 2015                                                                            | 34,75                 | 19     | Vestas V52-850kW (1×) Nordex S77 (6×) Vestas V80-2.0MW (6×) Vestas V90-2.0MW (3×) Enercon E-82 E2 (3×) | Badingen Mildenberg                                              | OHV         | 52° 59′ 51″ N, 13° 16′ 44″ O                             | Windenergie Wenger-Rosenau GmbH & Co. KG; VSB Group                                                                        | Repowering 2012 (3× Enercon E-82 E2 und 2× Vestas V90-2.0MW statt 4× BWU 43/600 und 1× Vestas V52-850kW) |
| Windpark Bahren West                                                                                     | 2024 2025                                                                                                | 112,0                 | 20     | Vestas V150-5.6MW (20×) | Bahren                                                           | SPN         | 51° 37′ 49″ N, 14° 43′ 42″ O                             | Ørsted | Erweiterung in Bau (11× Vestas V150-5.6MW) und geplant (20× Vestas V150-5.6MW) |
| Windpark Beerfelde                                                                                       | 2002 | 10,5                  | 7      | GE Wind Energy 1.5sl (7×) | Beerfelde                                                        | LOS         | 52° 26′ 19″ N, 14° 2′ 13″ O                              | Energiekontor | |
| Windpark Beiersdorf-Freudenberg                                                                          | 1999 2005 2014 2021 2022-2023                                                                            | 72,3                  | 27     | Vestas V80-2.0MW (14×) Vestas V90-2.0MW (8×) Vestas V150-5.6MW (2×) Nordex N149/5700 (1×) Nordex N163/5700 (2×) | Beiersdorf Freudenberg                                           | MOL         | 52° 41′ 11″ N, 13° 48′ 48″ O                             | PNE Wind; Notus energy, Green Wind Energy                                                                                  | 2023 Repowering (1× Nordex N149/5700 statt 2× Enercon E-40/5.40) sowie Erweiterung (2× Nordex N163/5700) Erweiterung geplant (5× Nordex N149/5700, 1× Vestas V126-3.6MW und 7× Vestas V150-5.6MW) |
| Windpark Berge-Kleeste                                                                                   | 2003 2004 2020                                                                                           | 20,1                  | 12     | NEG Micon NM 52/900 (1×) NEG Micon NM 64c/1500 (1×) NEG Micon NM 72c/1500 (9×) Vestas V136-4.2MW (1×) | Kleeste                                                          | PR          | 53° 15′ 4″ N, 11° 48′ 22″ O                              | Energiequelle GmbH | |
| Windpark Berge-Pirow                                                                                     | 2003 2006 2009 2013 2016                                                                                 | 46,6                  | 24     | NEG Micon NM 52/900 (1×) NEG Micon NM 64c/1500 (2×) NEG Micon NM 72c/1500 (6×) Enercon E-70 (5×) Enercon E-82 (4×) Enercon E-82 E2 (1×) Enercon E-101 (2×) Vestas V90-2.0MW (2×) Vestas V112-3.3MW (1×) | Berge Pirow                                                      | PR          | 53° 13′ 23″ N, 11° 52′ 32″ O                             | Energiequelle GmbH | Repowering 2013 (1× Enercon E-82 E2 statt 3× Vestas V42-600kW) |
| Windpark Betten                                                                                          | 1996 | 2,3                   | 4      | Nordtank NTK 600/43 (3×) Enercon E-40/5.40 (1×) | Betten                                                           | EE          | 51° 38′ 5″ N, 13° 46′ 13″ O                              | | |
| Windpark Beveringen-Süd                                                                                  | 2001 2016 2021                                                                                           | 34,6                  | 16     | Enercon E-66/18.70 (10×) Nordex N100/2500 (4×) Nordex N117/2400 (1×) Enercon E-138 EP3 E2 (1×) | Beveringen Kemnitz Buchholz                                      | PR          | 53° 7′ 58″ N, 12° 12′ 39″ O                              | | 2021 Repowering (1× Enercon E-138 EP3 E2 statt 2× Enercon E-66/18.70) |
| Windpark Beyern-Großrössen                                                                               | 1998 2001 2003 2017 2020 2022                                                                            | 16,4                  | 7      | DeWind D6 62/1000 (1×) DeWind D4 48/600 (2×) Enercon E-115 (1×) Enercon E-115 EP3 E3 (1×) Enercon E-138 EP3 (2×) | Beyern Großrössen                                                | EE          | 51° 38′ 7″ N, 13° 12′ 53″ O                              | Energiequelle GmbH | |
| Windpark Biebersdorf                                                                                     | 2009 2011 2012 2024                                                                                      | 70,4                  | 33     | Vestas V90-2.0MW (31×) Vestas V136-4.2MW (2×) | Biebersdorf Briesensee                                           | LDS         | 51° 58′ 10″ N, 13° 58′ 18″ O                             | Thüga Erneuerbare Energien GmbH & Co KG, MLK                                                                               | |
| Windpark Biegen                                                                                          | 2003 2006 2014 2021 2023                                                                                 | 83,35                 | 24     | Enercon E-40/6.44 (1×) Vestas V90-2.0MW (6×) Vestas V136-3.45MW (7×) Enercon E-138 EP3 E2 (7×) Vestas V150-5.6MW (2×) Vestas V150-6.0MW (1×) | Biegen Müllrose                                                  | LOS         | 52° 19′ 2″ N, 14° 22′ 31″ O                              | Notus energy; Eurowind Energy GmbH                                                                                         | 2023 Repowering (1× Vestas V150-6.0MW statt 2× Enercon E-40/6.44); Erweiterung geplant (2× Vestas V150-5.6MW) |
| Windpark Birkholz-Blumberg                                                                               | 1999 2003 2008 2010 2014 2021-2022                                                                       | 25,7                  | 10     | GE Wind Energy 1.5sl (1×) Vestas V90-2.0MW (4×) Vestas V112-3.0MW (1×) Vestas V126-3.3MW (4×) | Birkholz Blumberg                                                | BAR         | 52° 37′ 7″ N, 13° 35′ 25″ O                              | MBBF | Repowering 2014 (1× Vestas V112-3.0MW statt 1× Tacke TW 600a); Repowering 2022 (2× Vestas V126-3.3MW statt 2× GE Wind Energy 1.5sl); Erweiterung 2022 (2× Vestas V126-3.3MW); Erweiterung geplant (3× Vestas V136-4.2MW & 2× Vestas V150-5.6MW) |
| Windpark Bischdorf                                                                                       | 1999 2015                                                                                                | 26,0                  | 3      | Senvion 3.2M114 (3×) | Bischdorf Raddusch Kosswig                                       | OSL         | 51° 47′ 52″ N, 13° 59′ 43″ O                             | | Repowering 2015 (3× Senvion 3.2M114 statt 5× Südwind S46/600) |
| Windpark Bliesdorf                                                                                       | 2000 2003 2017                                                                                           | 48,3                  | 27     | Vestas V52-850kW (2×) Vestas V66-1.65MW (12×) Vestas V80-2.0MW (11×) Nordex N117/2400 (2×) | Bliesdorf Eichwerder Alttrebbin                                  | MOL         | 52° 42′ 4″ N, 14° 11′ 0″ O                               | Ventotec; Green Wind; Eurowind Energy GmbH                                                                                 | |
| Windpark Blumberg-Seefeld                                                                                | 2018 2019 2020 2021 2023                                                                                 | 53,2                  | 13     | Senvion 4.2M140 (1×) Enercon E-115 (3×) Enercon E-126 EP3 4.0 (2×) Vestas V126-3.6MW (1×) Vestas V136-3.6MW (3×) Vestas V150-6.0MW (2×) Vestas V162-5.6MW (1×) | Blumberg Krummensee Seefeld                                      | BAR         | 52° 35′ 14″ N, 13° 38′ 10″ O                             | Prokon, MLK Windfeld Blumberg                                                                                              | Prototyp der Senvion 4.2M140; Erweiterung geplant (1× Enercon E-138 EP3 E2 & 1× Vestas V162-5.6MW) |
| Windpark Bölzke                                                                                          | 2002 | 2,4                   | 4      | Enercon E-40/6.44 (4×) | Bölzke                                                           | PR          | 53° 6′ 41″ N, 12° 16′ 49″ O                              | | |
| Windpark Bönitz                                                                                          | 2011 | 2,4                   | 3      | Enercon E-48 (3×) | Bönitz                                                           | EE          | 51° 32′ 21″ N, 13° 18′ 24″ O                             | PROMETHEUS | |
| Windpark Bredow                                                                                          | 1999 2000 2005 2008                                                                                      | 34,3                  | 23     | DeWind D4 48/600 (3×) Enercon E-40/5.40 (4×) Enercon E-40/6.44 (2×) Tacke TW 1.5s (1×) Enercon E-70 (7×) Enercon E-70 E4 (6×) | Bredow Zeestow                                                   | HVL         | 52° 34′ 17″ N, 12° 56′ 1″ O                              | wpd, Zopf GmbH | |
| Windpark Brieske                                                                                         | 2005 | 6,0                   | 3      | Vestas V80-2.0MW (3×) | Brieske                                                          | OSL         | 51° 28′ 33″ N, 13° 55′ 26″ O                             | PNE Wind | |
| Windpark Forst-Briesnig                                                                                  | 2019 2025                                                                                                | 121,4                 | 22     | Senvion 3.2M122 (5×) Vestas V162-6.2MW (17×) | Briesnig                                                         | SPN         | 51° 48′ 12″ N, 14° 34′ 51″ O                             | ABO Wind, LEAG | Erweiterung auf altem Tagebaugebiet in Bau (17× Vestas V162-6.2MW) |
| Windpark Briest                                                                                          | 2002 2009 2017 2018                                                                                      | 19,4                  | 9      | Enron Wind 1.5sl (5×) REpower MD77 (1×) GE Wind Energy 3.2-130 (1×) Vestas V126-3.6MW (2×) | Briest Passow                                                    | UM          | 53° 9′ 29″ N, 14° 4′ 33″ O                               | Energiekontor | |
| Windpark Brottewitz-Langenrieth-Martinskirchen                                                           | 1998 2003 2004 2006 2013 2019                                                                            | 32,5                  | 16     | NEG Micon NM 48/600 (1×) GE Wind Energy 1.5sl (2×) Vestas V80-2.0MW (3×) Vestas V90-2.0MW (8×) Vestas V117-3.45MW (2×) | Brottewitz Langenrieth Martinskirchen                            | EE          | 51° 28′ 16″ N, 13° 14′ 35″ O                             | Acciona Energiá, UKA; EFI Wind GmbH NM48/600: Eichenauer Energie                                                           | |
| Windpark Buchhain-Oelsig (incl. Windpark Oelsig-Süd)                                                     | 2007 2009 2011 2012 2014 2016 2018                                                                       | 82,7                  | 38     | Vestas V90-2.0MW (14×) Nordex N100/2500 (13×) Gamesa G114-2.0MW (10×) eno energy eno100-2.2MW (1×) | Buchhain Oelsig                                                  | EE          | 51° 38′ 9″ N, 13° 23′ 31″ O                              | Planet Energy; WKN Windkraft Nord, Teut; PNE Wind                                                                          | Erweiterung geplant (3× Vensys 115/4100, 4× Vensys 126/3800 und 8× Vensys 136/3500) |
| Windpark Buchholz                                                                                        | 2006 | 3,0                   | 3      | NEG Micon NM 60/1000 (3×) | Buchholz                                                         | PR          | 53° 7′ 15″ N, 12° 12′ 12″ O                              | | |
| Windpark Buckow-Birkholz                                                                                 | 2002 | 12,0                  | 8      | REpower MD70 (8×) | Buckow Birkholz                                                  | LOS         | 52° 12′ 21″ N, 14° 10′ 22″ O                             | Prokon | |
| Windpark Buckow-Kohlsdorf                                                                                | 1998 2001 2002                                                                                           | 10,1                  | 8      | Enercon E-40/5.40 (1×) Enercon E-40/6.44 (1×) REpower MD70 (4×) REpower MD77 (2×) | Buckow Kohlsdorf                                                 | LOS         | 52° 10′ 1″ N, 14° 10′ 32″ O                              | | |
| Windpark Calau (incl. Windpark Gahlen, Windpark Reuden)                                                  | 2011 2012                                                                                                | 14,4                  | 6      | Enercon E-82 E2 (3×) Nordex N100/2500 (3×) | Calau Gahlen                                                     | OSL         | 51° 44′ 11″ N, 14° 0′ 3″ O                               | wpd; WSB; WP Gahlen; VSB Group                                                                                             | |
| Windpark Calau-Schadewitz                                                                                | 2009 2012 2014                                                                                           | 74,0                  | 26     | Vestas V90-2.0MW (4×) Vestas V112-3.0MW (22×) | Schadewitz                                                       | OSL         | 51° 44′ 18″ N, 13° 52′ 25″ O                             | UKA, PNE Wind | Errichtet an der A 13 |
| Windpark Casel-Greifenhain                                                                               | 2009 | 20,0                  | 10     | Vestas V90-2.0MW (10×) | Casel                                                            | SPN         | 51° 40′ 1″ N, 14° 8′ 23″ O                               | EFI Wind GmbH | |
| Windpark Chransdorf                                                                                      | 2015 | 57,6                  | 24     | Nordex N117/2400 (24×) | Chransdorf                                                       | OSL         | 51° 37′ 11″ N, 13° 58′ 35″ O                             | PNE Wind | |
| Windpark Cottbuser Halde (Windpark Cottbus-Nord)                                                         | 2005 2009                                                                                                | 64,0                  | 32     | Vestas V90-2.0MW (32×) | Dissenchen                                                       | CB          | 51° 47′ 5″ N, 14° 27′ 25″ O                              | Green Wind, Ostwind | errichtet auf rekultivierter Abraumhalde im Tagebau Cottbus-Nord |
| Windpark Crussow                                                                                         | 2002 2009 2012                                                                                           | 26,0                  | 13     | Vestas V80-2.0MW (8×) Vestas V90-2.0MW (5×) | Crussow Angermünde                                               | UM          | 52° 59′ 25″ N, 14° 3′ 2″ O                               | Notus energy; Green Wind                                                                                                   | |
| Windpark Dabergotz                                                                                       | 2005 2008 2012                                                                                           | 8,3                   | 6      | GE Wind Energy 1.5sl (3×) Fuhrländer FL MD77 (2×) Enercon E-53 (1×) | Dabergotz                                                        | OPR         | 52° 54′ 17″ N, 12° 42′ 15″ O                             | BEC Energie Consult GmbH                                                                                                   | |
| Windpark Dahme-Galgenberg                                                                                | 1999 | 2,9                   | 6      | Enercon E-30/3.30 (1×) Enercon E-40/5.40 (4×) Enercon E-40/6.44 (1×) | Dahme                                                            | TF          | 51° 52′ 45″ N, 13° 24′ 23″ O                             | | |
| Windpark Dahme-Görsdorf-Falkenberg                                                                       | 2002 2003 2011 2012 2013 2016 2017 2021                                                                  | 203,45                | 114    | Enercon E-40/5.40 (4×) Enercon E-66/18.70 (29×) NEG Micon NM 72c/1500 (26×) NEG Micon NM 82/1500 (32×) Enercon E-82 E2 (3×) Enercon E-101 (2×) Enercon E-115 (2×) GE Wind Energy 2.5-120 (12×) GE Wind Energy 2.75-120 (1×) Enercon E-138 EP3 (3×) | Görsdorf Rosenthal Zagelsdorf Kemlitz Falkenberg Pitschen-Pickel | TF LDS      | 51° 52′ 34″ N, 13° 31′ 15″ O                             | EFI Wind GmbH; Energiequelle GmbH                                                                                          | Repowering geplant (3× Vestas V162-6.2MW statt 5× Enercon E-66/18.70) |
| Windpark Damsdorf                                                                                        | 2018 | 9,0                   | 3      | Enercon E-115 (3×) | Damsdorf                                                         | LDS         | 51° 58′ 18″ N, 13° 25′ 0″ O                              | | |
| Windpark Dolgelin-Libbenichen-Alt Mahlisch                                                               | 2002 2008 2011 2013 2016                                                                                 | 28,8                  | 15     | Enercon E-66/15.66 (3×) Enercon E-66/18.70 (3×) Enercon E-66/20.70 (1×) Enercon E-82 E2 (3×) Vestas V90-2.0MW (5×) | Dolgelin Libbenichen Alt Mahlisch                                | MOL         | 52° 28′ 47″ N, 14° 24′ 30″ O                             | Prokon | |
| Windpark Friedersdorf-Dolgelin-Diedersdorf                                                               | 2023 2024-2025                                                                                           | 66,6                  | 14     | Enercon E-138 EP3 E2 (9×) Nordex N163/6800 (1×) GE Wind Energy 5.5-158 (4×) | Dolgelin Friedersdorf Diedersdorf                                | MOL         | 52° 29′ 37″ N, 14° 22′ 40″ O                             | Windmüllerei Dolgelin, UKA, Prokon, Windmüllerei Diedersdorf                                                               | Erweiterung in Planung (weitere 11× Enercon E-138 EP3 E2) |
| Windpark Drachhausen                                                                                     | 2001 | 1,8                   | 3      | Enercon E-40/6.44 (3×) | Drachhausen                                                      | SPN         | 51° 52′ 14″ N, 14° 18′ 35″ O                             | | |
| Windpark Drahnsdorf                                                                                      | 2001 | 1,8                   | 3      | Jacobs J43/600 (3×) | Drahnsdorf                                                       | LDS         | 51° 54′ 38″ N, 13° 33′ 48″ O                             | | |
| Windpark Drehnow (incl. Windpark Turnow)                                                                 | 2005 2009 2010                                                                                           | 13,5                  | 9      | NEG Micon NM 82/1500 (7×) GE Wind Energy 1.5sl (2×) | Drehnow                                                          | SPN         | 51° 52′ 29″ N, 14° 21′ 20″ O                             | Acciona Energiá, PROMETHEUS; EFI Wind GmbH                                                                                 | |
| Windpark Drense                                                                                          | 2003 | 3,0                   | 3      | DeWind D6 62/1000 (3×) | Drense                                                           | UM          | 53° 18′ 35″ N, 13° 59′ 32″ O                             | Enertrag | Teil des Verbunds Kraftwerk Uckermark |
| Windpark Dretzen (incl. Windpark Dretzen-Hasenberg)                                                      | 2005 2017 2022                                                                                           | 34,35                 | 16     | Fuhrländer FL MD77 (10×) Vestas V112-3.3MW (1×) Vestas V126-3.45MW (2×) Vestas V136-4.2MW (3×) | Dretzen                                                          | PM          | 52° 12′ 10″ N, 12° 16′ 32″ O                             | EFI Wind GmbH; Notus energy                                                                                                | Erweiterung 2022 (3× Vestas V136-4.2MW) |
| Windpark Duben (incl. Windpark Duben-Süd, Windpark Dubener Platte, Windpark Duben West)                  | 1998 2003 2010 2015 2016 2018 2020                                                                       | 153,1                 | 72     | DeWind D4 48/600 (1×) REpower MD70 (1×) REpower MD77 (18×) Vestas V90-2.0MW (20×) GE Wind Energy 2.75-120 (20×) Siemens SWT-3.15-142 (1×) Enercon E-92 (11×) | Karche-Zaacko Kreblitz Duben Niewitz Kasel-Golzig                | LDS         | 51° 53′ 8″ N, 13° 45′ 11″ O                              | UKA; PROMETHEUS | Repowering geplant (18× Enercon E-175 EP5 E2 & 2× Enercon E-160 EP5 E3 R1 statt 18× REpower MD77 & 1× REpower MD70 und 1× DeWind D4 48/600) |
| Windpark Dübrichen-Prießen                                                                               | 1999 2009 2014                                                                                           | 13,5                  | 9      | Enercon E-40/5.40 (3×) Vestas V90-2.0MW (6×) | Dübrichen Prießen                                                | EE          | 51° 40′ 9″ N, 13° 27′ 5″ O                               | Energieanlagen FB, GETproject                                                                                              | |
| Windpark Elsterwerda-Kotschka-Saathain                                                                   | 2000 2001 2006 2007 2009 2016 2022                                                                       | 19,3                  | 12     | NEG Micon NM 48/750 (3×) Enercon E-53 (2×) Vestas V90-2.0MW (6×) Vestas V126-3.45MW (1×) | Elsterwerda Saathain Kotschka                                    | EE          | 51° 26′ 32″ N, 13° 28′ 33″ O                             | Swisspower, 2× NM48/750: Eichenauer Energie                                                                                | 2022 Rückbau von 3× DeWind D6 62/1000 Repowering geplant (3× Siemens Gamesa SG 7.0-170 statt 3× Vestas V90-2.0MW) |
| Windpark Falkenthal                                                                                      | 2005 2006 2010 2019                                                                                      | 26,6                  | 13     | Enercon E-70 (8×) Enercon E-82 (3×) Enercon E-82 E2 (2×) | Falkenthal                                                       | OHV         | 52° 55′ 11″ N, 13° 17′ 30″ O                             | Energiequelle GmbH | |
| Windpark Falkenwalde (Windpark Mattheshöhe)                                                              | 2019 2020-2021 2024                                                                                      | 112,43                | 23     | GE Wind Energy 3.6-137 (9×) Enercon E-138 EP3 E2 (4×) Enercon E-138 EP3 E3 (6×) Vestas V150-4.2MW (2×) GE Wind Energy 5.5-158 (2×) | Falkenwalde Dreesch                                              | UM          | 53° 16′ 9″ N, 13° 59′ 12″ O                              | Enertrag | errichtet beiderseits der A 20 weitere Enercon E-138 EP3 E3 geplant |
| Windpark Feldheim (incl. Windpark Danna, Windpark Wergzahna, Windpark Malterhausen-Lindow)               | 1995 1998 1999 2001 2002 2003 2004 2005 2006 2007 2009 2010 2012 2013 2014 2015 2016 2017 2019 2024 2025 | 243,76                | 115    | Enercon E-40/6.44 (19×) Enercon E-66/18.70 (17×) Enercon E-70 (26×) Enercon E-82 (3×) Enercon E-82 E2 (2×) Enercon E-115 (22×) Vestas V80-2.0MW (2×) Vestas V90-2.0MW (11×) Vestas V112-3.0MW (5×) Vestas V126-3.45MW (2×) Enercon E-141 EP4 (3×) Enercon E-138 EP3 E2 (2×) Enercon E-138 EP3 E3 (1×) | Feldheim Danna Schönefeld Wergzahna Lindow Lüdendorf Marzahna    | PM TF       | 52° 0′ 3″ N, 12° 49′ 31″ O                               | Energiequelle GmbH; Acciona Energiá; UKA                                                                                   | teilweise Einspeisung in örtliches Inselnetz (Energieautarkes Dorf), Repowering 2014 (3× Enercon E-115 statt 4× Enercon E-40/5.40, weltweit erste Serienanlagen des Typs Enercon E-115) Repowering 2016 2017 (1× Enercon E-115 statt 1× Enercon E-40/5.40) weiteres Repowering 2024/2025 (2× Enercon E-138 EP3 E2 statt 4× Enercon E-66/15.66 und 1× BWU 57/1000) Erweiterung in Bau (1× Enercon E-138 EP3 E3) Erweiterung geplant (3× Enercon E-138 EP3 E3) weiteres Repowering geplant (26× Enercon E-175 EP5 E2, 20× Enercon E-160 EP5 E3 R1 und 20× Enercon E-138 EP3 E3 statt 2× Vestas V80-2.0MW, 26× Enercon E-70, 17× Enercon E-66/18.70 und 19× Enercon E-40/6.44) weitere Erweiterung geplant (4× Vestas V172-7.2MW & 2× Vestas V162-7.2MW) |
| Windpark Ferch                                                                                           | 2024 | 36,0                  | 6      | Vestas V150-6.0MW (6×) | Ferch                                                            | PM          | 52° 18′ 56″ N, 12° 52′ 37″ O                             | Notus Energy | errichtet beiderseits der A 10 Erweiterung geplant (1× Vestas V150-6.0MW) |
| Windpark Fichtenberg                                                                                     | 1999 2001                                                                                                | 2,4                   | 4      | DeWind D4 48/600 (4×) | Fichtenberg                                                      | EE          | 51° 24′ 28″ N, 13° 17′ 8″ O                              | Aufwind GmbH | |
| Windpark Fretzdorf                                                                                       | 2023-2024                                                                                                | 50,4                  | 9      | Nordex N133/4800 (1×) Nordex N149/5700 (8×) | Fretzdorf                                                        | OPR         | 53° 5′ 40″ N, 12° 30′ 49″ O                              | E-Wikom | errichtet an der A 24 Erweiterung geplant (13× Nordex N163/7000) |
| Windpark Freyenstein                                                                                     | 2006 | 14,0                  | 7      | Vestas V80-2.0MW (7×) | Freyenstein                                                      | OPR         | 53° 17′ 42″ N, 12° 19′ 57″ O                             | WKN Windkraft Nord | eine Anlage 2022 abgebrannt und 2023 wieder aufgebaut |
| Windpark Gallun                                                                                          | 2006 | 10,0                  | 5      | Vestas V90-2.0MW (5×) | Gallun                                                           | LDS         | 52° 14′ 31″ N, 13° 35′ 2″ O                              | Energiequelle GmbH | |
| Windpark Ganzer-Wildberg                                                                                 | 2006 2014                                                                                                | 26,8                  | 13     | Vestas V90-2.0MW (5×) REpower MD77 (2×) Enercon E-82 E2 (6×) | Dessow Ganzer Wildberg                                           | OPR         | 52° 52′ 28″ N, 12° 35′ 14″ O                             | Global Wind Power | |
| Windpark Gerdshagen-Falkenhagen                                                                          | 1994 2013 2014 2022-2023                                                                                 | 44,5                  | 17     | Enercon E-40/5.40 (8×) Enercon E-70 E4 (1×) Enercon E-82 (1×) Enercon E-82 E2 (1×) Nordex N149/5700 (3×) eno energy eno152-5.6MW (3×) | Gerdshagen Falkenhagen                                           | PR          | 53° 12′ 53″ N, 12° 14′ 1″ O                              | | errichtet an der A 24 auf dem Gelände des Gewerbeparks Prignitz, Prototypen der Enoventum-Plattform von eno energy 2024 Repowering (1× Eno Energy eno152-5.6MW statt von 3× Enercon E-40/5.40) |
| Windpark Gerdshagen-Rapshagen                                                                            | 1992 1994 1995 2000 2005 2013 2014                                                                       | 46,9                  | 25     | Enercon E-53 (1×) Enercon E-66/15.66 (6×) Enercon E-82 E2 (5×) Vestas V90-2.0MW (11×) Vestas V112-3.0MW (1×) | Gerdshagen Rapshagen Falkenhagen                                 | PR          | 53° 14′ 5″ N, 12° 13′ 5″ O                               | Zopf GmbH, WKN Windkraft Nord                                                                                              | errichtet an der A 24 Die Enercon E-33 war die erste Windkraftanlage im Land Brandenburg. Repowering 2014 (1× Enercon E-82 E2 statt 1× Enercon E-33 und 2× Lagerwey LW 18/80); 3× Micon M 750-250 mittlerweile zurückgebaut |
| Windpark Glienicke                                                                                       | 2003 | 15,0                  | 10     | REpower MD77 (10×) | Glienicke                                                        | LOS         | 52° 11′ 35″ N, 14° 4′ 2″ O                               | Prokon | Repowering in Planung |
| Windpark Gollmitz-Schönermark                                                                            | 2000 2002 2009 2010 2015 2016 2017 2024-2025                                                             | 73,55                 | 23     | Enercon E-53 (5×) Nordex N100/2500 (4×) Vestas V117-3.45MW (1×) Vestas V126-3.45MW (4×) eno energy eno126-4.0MW (5×) Nordex N149/5700 (3×) Nordex N163/6800 (1×) | Gollmitz Schönermark                                             | UM          | 53° 19′ 1″ N, 13° 42′ 35″ O                              | Denker&Wulf; UKA | 2024-2025 Repowering (3× Nordex N149/5700 und 1× Nordex N163/6800 statt 3× REpower MD77, 1× Enercon E-40/5.40 und 7× BWU 48/600) |
| Windpark Göllnitz                                                                                        | 1999 2009                                                                                                | 13,6                  | 11     | NEG Micon NM 48/600 (3×) Tacke TW 600a (3×) Vestas V90-2.0MW (5×) | Göllnitz                                                         | EE          | 51° 38′ 29″ N, 13° 52′ 21″ O                             | ATM, VSB Group | |
| Windpark Göllnitz-Lieskau-Rehain                                                                         | 2014 2015 2016 2017 2024                                                                                 | 101,9                 | 31     | Vestas V112-3.0MW (17×) Vestas V117-3.3MW (3×) Vestas V126-3.3MW (2×) Vestas V126-3.45MW (7×) Vestas V136-3.45MW (1×) Nordex N163/6800 (1×) | Göllnitz Lieskau Rehain                                          | EE          | 51° 38′ 14″ N, 13° 49′ 5″ O                              | UKA | Größter Wald-Windpark Deutschlands Erweiterung geplant (6× Siemens Gamesa SG 7.0-170) |
| Windpark Golzow                                                                                          | 1995 2008 2011                                                                                           | 26,0                  | 13     | Vestas V80-2.0MW (1×) Vestas V90-2.0MW (12×) | Golzow                                                           | PM          | 52° 18′ 21″ N, 12° 36′ 4″ O                              | Germania Windpark, Teut | früher 2× Enercon E-40/5.40 |
| Windpark Görike- Söllenthin-Schönhagen                                                                   | 2002 2003 2010 2012 2014                                                                                 | 64,5                  | 34     | REpower MD70 (13×) Vestas V90-2.0MW (8×) Enercon E-82 (3×) Enercon E-82 E2 (10×) | Görike Netzow Schönhagen Vehlin                                  | PR          | 52° 56′ 28″ N, 12° 10′ 35″ O                             | EnBW, Denker&Wulf, wpd; Eurowind Energy GmbH; Windenergie Wenger-Rosenau GmbH & Co. KG                                     | Erweiterung geplant (5× Vestas V162-5.6MW) |
| Windpark Görzig                                                                                          | 2021 2022 2025                                                                                           | 33,9                  | 6      | Nordex N149/4500 (3×) Nordex N163/6800 (3×) | Görzig                                                           | LOS         | 52° 14′ 41″ N, 14° 14′ 11″ O                             | ABO Wind, UKA | die 2021 errichtete Anlage wurde 2022 demontiert und 2023 auf Max Bögl-Turm wiederaufgebaut Erweiterung in Bau (3× Nordex N163/6800) |
| Windpark Gramzow-Hohengüstow-Blankenburg                                                                 | 2003 2010 2017 2018 2023                                                                                 | 56,5                  | 14     | GE Wind Energy 1.5sl (1×) Enercon E-66/18.70 (2×) Enercon E-82 (2×) Enercon E-115 (1×) Enercon E-126 EP4 (2×) GE Wind Energy 3.2-130 (6×) Vestas V162-5.6MW (3×) | Gramzow Hohengüstow Blankenburg                                  | UM          | 53° 13′ 14″ N, 13° 58′ 14″ O                             | Energiekontor | errichtet beiderseits der A 11 Repowering 2016/2017 (6× GE Wind Energy 3.2-130 statt 6× GE Wind Energy 1.5sl) 2024 Repowering (3× Vestas V162-5.6MW statt 2× Enercon E-66/18.70) |
| Windpark Groß Haßlow                                                                                     | 1998 2007                                                                                                | 9,25                  | 11     | Lagerwey LW 50/750 (1×) Gamesa G58-850kW (10×) | Groß Haßlow                                                      | OPR         | 53° 10′ 53″ N, 12° 32′ 19″ O                             | Windenergie Wenger-Rosenau GmbH & Co. KG                                                                                   | |
| Windpark Groß Leine-Klein Leine (incl. Windpark Schwarze Berge)                                          | 2009 2014 2015 2016 2017 2022                                                                            | 122,15                | 41     | Vestas V90-2.0MW (13×) Vestas V112-3.0MW (14×) Vestas V112-3.3MW (5×) Vestas V126-3.3MW (1×) Vestas V126-3.45MW (3×) Vestas V136-3.6MW (1×) Nordex N149/4500 (2×) Nordex N149/5700 (2×) | Groß Leine Klein Leine Siegadel                                  | LDS         | 51° 59′ 1″ N, 14° 4′ 22″ O                               | UKA | erste Vestas Anlage mit 166 Metern Nabenhöhe (Vestas V126-3.3MW) |
| Windpark Groß Pinnow                                                                                     | 2004 2009                                                                                                | 40,0                  | 21     | GE Wind Energy 1.5sl (4×) REpower MM82 (17×) | Groß Pinnow Kunow                                                | UM          | 53° 9′ 35″ N, 14° 16′ 12″ O                              | Denker&Wulf | |
| Windpark Groß Schacksdorf                                                                                | 2010 | 16,0                  | 8      | Enercon E-82 (8×) | Groß Schacksdorf                                                 | SPN         | 51° 42′ 0″ N, 14° 38′ 20″ O                              | WSB, VSB Group; Eurowind Energy GmbH                                                                                       | errichtet an der A 15 |
| Windpark Groß Warnow                                                                                     | 2006 2007                                                                                                | 10,5                  | 7      | REpower MD77 (7×) | Groß Warnow                                                      | PR          | 53° 14′ 5″ N, 11° 38′ 16″ O                              | Denker&Wulf, Natenco; Windenergie Wenger-Rosenau GmbH & Co. KG                                                             | |
| Windpark Groß Welle                                                                                      | 2006 2010 2011 2013 2017 2019 2021-2022 2023-2024 2025                                                   | 127,35                | 44     | Vestas V52-850kW (2×) Vestas V80-2.0MW (10×) Vestas V90-2.0MW (9×) Enercon E-53 (5×) Enercon E-82 E2 (2×) Enercon E-92 (2×) Vestas V117-3.45MW (1×) GE Wind Energy 3.8-130 (2×) GE Wind Energy 5.5-158 (7×) Nordex N133/4800 (1×) Vestas V150-6.0MW (1×) Nordex N163/7000 (2×) | Groß Welle Schrepkow Kletzke                                     | PR          | 53° 0′ 21″ N, 12° 6′ 0″ O                                | Pommer&Schwarz, Notus energy, Ostwind, Windenergie Wenger-Rosenau GmbH & Co. KG, Denker&Wulf, U-Energy                     | Repowering 2021 (2× GE Wind Energy 5.5-158 statt 2× Vestas V52-850kW); 2021-2022 zweites Repowering (2× GE Wind Energy 3.8-130 und 4× GE Wind Energy 5.5-158 statt 10× NEG Micon NM 52/900 und 3× Vestas V52-850kW) 2024 Repowering (1× GE Wind Energy 5.5-158 und 1× Nordex N133/4800 statt 1× Enercon E-53 und 1× Vestas V52-850kW) Erweiterung in Bau (2× Nordex N163/7000) |
| Windpark Groß Woltersdorf-Schönebeck (Windpark Schwarzer Berg)                                           | 2002 2008 2009 2010 2016 2017 2021                                                                       | 31,2                  | 18     | Gamesa G58-850kW (4×) NEG Micon NM 64c/1500 (5×) Enercon E-53 (2×) Enercon E-92 (1×) Vestas V90-2.0MW (3×) Vestas V117-3.45MW (1×) Nordex N117/2400 (1×) Nordex N149/4500 (1×) | Groß Woltersdorf Schönebeck                                      | PR          | 53° 4′ 23″ N, 12° 12′ 17″ O                              | Ostwind | |
| Windpark Groß Ziescht-Mahlsdorf                                                                          | 2015 2017 2025                                                                                           | 90,3                  | 18     | Vestas V112-3.0MW (4×) Vestas V112-3.3MW (1×) Vestas V112-3.45MW (4×) Nordex N175/6800 (9×) | Groß Ziescht Mahlsdorf                                           | TF          | 51° 58′ 41″ N, 13° 27′ 56″ O                             | UKA | Erweiterung in Bau (9× Nordex N175/6800) |
| Windpark Großbeeren-Ruhlsdorf-Sputendorf-Ludwigsfelde (Windpark Genshagener Heide)                       | 2003 2015 2018 2020 2021 2023 2024                                                                       | 81,95                 | 18     | Vestas V80-2.0MW (3×) Vestas V112-3.0MW (2×) Vestas V112-3.3MW (2×) Vestas V117-3.45MW (1×) Vestas V136-4.2MW (1×) Vestas V150-5.6MW (1×) Vestas V150-6.0MW (1×) Nordex N149/5700 (7×) Enercon E-138 EP3 E2 (1×) | Großbeeren Ruhlsdorf Sputendorf Ludwigsfelde                     | TF PM       | 52° 20′ 10″ N, 13° 15′ 28″ O                             | Notus energy, Energiequelle                                                                                                | Prototyp der Nordex N149/5.X im Jahr 2021 |
| Windpark Grünberg-Wallmow                                                                                | 2000 2009 2010 2011                                                                                      | 33,2                  | 14     | GE Wind Energy 2.5xl (5×) Enercon E-82 E2 (9×) | Grünberg Wallmow                                                 | UM          | 53° 21′ 25″ N, 14° 5′ 20″ O                              | Enertrag | Teil des Verbunds Kraftwerk Uckermark; früher noch eine Südwind N3127/270; Erweiterung geplant |
| Windpark Grünow-Baumgarten                                                                               | 1998 2000 2015 2017 2022 2024                                                                            | 62,35                 | 15     | Vestas V117-3.3MW (4×) Vestas V117-3.45MW (5×) Vestas V136-4.2MW (1×) Vestas V150-6.0MW (1×) Vestas V162-6.0MW (2×) Enercon E-115 EP3 E3 (1×) GE Wind Energy 5.5-158 (1×) | Grünow Baumgarten                                                | UM          | 53° 19′ 43″ N, 13° 57′ 0″ O                              | WPD, Teut, MLK Windpark | Repowering 2015 (4× Vestas V117-3.3MW statt 3× Vestas V47-660kW und 3× Enercon E-40/5.40); Erweiterung geplant (2× eno energy eno160-6.0MW, 3× GE Wind Energy 5.3-158 & 1× Vestas V162-6.0MW) |
| Windpark Günthersdorf                                                                                    | 2005 2006 2021                                                                                           | 69,2                  | 25     | Vestas V90-2.0MW (13×) Vestas V126-3.6MW (1×) Vestas V136-3.6MW (11×) | Günthersdorf                                                     | LOS         | 52° 4′ 25″ N, 14° 19′ 16″ O                              | Notus energy, Windpark Spitzberg GmbH & Co. KG                                                                             | Erweiterung 2021 (1× Vestas V126-3.6MW und 11× Vestas V136-3.6MW); unweit des Windparks Trebitz-Lieberose Erweiterung geplant (3× Vestas V126-3.6MW, 1× Vestas V150-5.6MW, 2× Vestas V162-5.6MW & 3× Nordex N163/6800) |
| Windpark Güstow-Klinkow-Schönermark, (incl. Windpark Beesenberg Windpark Lindenberg, Windfeld Uckermark) | 1993 1994 1995 1998 1999 2000 2001 2002 2004 2010 2015 2016 2017 2020 2021 2023                          | 124,7                 | 45     | Frisia F48/750 (1×) Enercon E-40/6.44 E1 (5×) Enercon E-40/6.44 (2×) Enercon E-48 (7×) Enercon E-53 (3×) Enercon E-82 E2 (3×) Enercon E-92 (3×) Nordex N100/2500 (1×) Vestas V112-3.3MW (1×) Enercon E-115 E2 (1×) Enercon E-126 EP3 4.0 (6×) Enercon E-138 EP3 E2 (1×) Nordex N149/4500 (2×) Nordex N149/5700 (8×) Vestas V162-6.0MW (1×) | Gollmitz Güstow Holzendorf Klinkow Schönermark                   | UM          | 53° 20′ 11″ N, 13° 45′ 31″ O                             | Enertrag; Notus energy; Energiequelle GmbH; Denker&Wulf                                                                    | Teil des Verbunds Kraftwerk Uckermark; Repowering 2015 (1× Enercon E-82 E2 statt 1× Enercon E-40/5.40); Repowering 2020 (6× Enercon E-126 EP3 4.0 statt 3× NEG Micon NM 52/900 und 7× NEG Micon NM 48/600); 2020-2021 Repowering (4× Nordex N149/4500 und 1× Enercon E-138 EP3 E2 statt 9× BWU 48/600, 3× Frisia F48/750, 2× NEG Micon NM 48/750 und 1× Enercon E-40/6.44 E1) Repowering 2021/2022 (6× Nordex N149/5700 und 1× Enercon E-115 EP3 E3 statt 8× BWU 48/600, 3× Frisia F48/750 und 2× NEG Micon NM 48/750); Erweiterung 2021 (Vestas V162-6.0MW) ; Erweiterung geplant (1× Enercon E-92, 1× Enercon E-115 E2 und 1× Vestas V150-4.2MW sowie eine weitere Anlage) 2021 eine Anlage abgebrannt und demontiert 2022 Demontage einer nicht fertiggestellten Nordex N149/4500 sowie Ventur-N149/4500, Ersatz 2023 durch Nordex N149/5700                                             |
| Windpark Haida (incl. Windkraftanlage Elsterwerda)                                                       | 1997 1999                                                                                                | 2,4                   | 4      | Nordtank NTK 600/43 (4×) | Haida Elsterwerda                                                | EE          | 51° 29′ 3″ N, 13° 28′ 55″ O                              | Eichenauer Energie | |
| Windpark Halenbeck-Warnsdorf-Schmolde                                                                    | 1996 2001 2006 2009 2010 2020 2021 2024 2025                                                             | 107,76                | 35     | Enercon E-40/5.40 (2×) Vestas V80-2.0MW (9×) Enercon E-70 E4 (4×) Enercon E-82 (3×) Vestas V126-3.6MW (12×) Vestas V162-6.2MW (4×) Enercon E-160 EP5 E3 (1×) | Halenbeck Warnsdorf Schmolde                                     | PR          | 53° 15′ 23″ N, 12° 18′ 9″ O                              | Eurowind Energy GmbH, WKN, WindStrom, Windplan Schmolde, Notus Energy                                                      | früher noch 3× Nordex N29/250, Repowering 2020/2021 (12× Vestas V126-3.6MW statt 12× NEG Micon NM 60/1000), 2022 und 2023 Rückbau letzten beiden NEG Micon NM 60/1000, Erweiterung in Bau (4× Vestas V162-6.2MW) weitere Erweiterung geplant (3× Vestas V162-6.2MW) |
| Windpark Hartmannsdorf                                                                                   | 2001 2002                                                                                                | 3,6                   | 6      | DeWind D4 48/600 (6×) | Hartmannsdorf                                                    | EE          | 51° 49′ 39″ N, 13° 8′ 58″ O                              | | |
| Windpark Hasenwinkel                                                                                     | 1994 | 1,2                   | 15     | Lagerwey LW 18/80 (15×) | Hasenwinkel                                                      | PR          | 53° 10′ 13″ N, 12° 9′ 16″ O                              | | Zweiflügler, mittlerweile abgebaut |
| Windpark Heckelberg-Brunow-Breydin                                                                       | 1997 2005 2006 2009 2017 2019 2021-2022                                                                  | 67,9                  | 30     | Tacke TW 600 (1×) REpower MD77 (17×) Vestas V80-2.0MW (4×) Enercon E-82 (2×) Senvion 3.4M140 (1×) Senvion 3.6M140 (1×) Nordex N149/5700 (4×) | Heckelberg Trampe Kruge Tuchen-Klobbicke                         | BAR MOL     | 52° 45′ 17″ N, 13° 50′ 32″ O                             | Denker&Wulf, Germania Windpark; Notus energy; PNE Wind                                                                     | eine REpower MD77 2019 komplett abgebrannt, 2022 abgebaut; |
| Windpark Heinersdorf                                                                                     | 2001 2008 2013                                                                                           | 27,5                  | 17     | Enron Wind 1.5sl (10×) Vensys 77/1500 (5×) Vensys 100/2500 (2×) | Heinersdorf                                                      | UM          | 53° 5′ 17″ N, 14° 10′ 29″ O                              | Denker&Wulf, Ventotec | |
| Windpark Herzberg                                                                                        | 2002 2007                                                                                                | 9,0                   | 6      | Enercon E-40/6.44 (2×) Enercon E-82 (4×) | Herzberg                                                         | OPR         | 52° 54′ 10″ N, 13° 0′ 42″ O                              | Windenergie Wenger-Rosenau GmbH & Co. KG                                                                                   | |
| Windpark Hillmersdorf                                                                                    | 2009 | 7,5                   | 5      | Südwind S77 (5×) | Hillmersdorf                                                     | EE          | 51° 42′ 15″ N, 13° 30′ 14″ O                             | EFI Wind GmbH | |
| Windpark Hohenseefeld (incl. Windpark Waltersdorf, Windpark Illmersdorf)                                 | 2002 2003 2017 2009 2010 2014 2015 2023 2025                                                             | 99,2                  | 38     | AN Bonus 2000/76 (10×) Enercon E-70 (2×) Enercon E-82 (5×) Enercon E-82 E2 (1×) Vestas V90-2.0MW (15×) Nordex N163/5700 (1×) Nordex N163/6800 (4×) | Hohenseefeld Ihlow Waltersdorf Illmersdorf                       | TF          | 51° 53′ 28″ N, 13° 19′ 10″ O                             | Widemag, UKA Gruppe | Erweiterung in Bau (3× Nordex N163/6800) und geplant (7× Vestas V150-4.2MW und ) Repowering geplant (5× Vestas V150-6.0MW statt ?× AN Bonus 2000/76) |
| Windpark Hohenwalde Nord                                                                                 | 1996 2006 2009                                                                                           | 11,2                  | 7      | Enercon E-40/6.44 (2×) Vestas V90-2.0MW (3×) Enercon E-82 (2×) | Hohenwalde                                                       | FF          | 52° 17′ 33″ N, 14° 26′ 6″ O                              | Global Wind Power, Notus energy, Wotan                                                                                     | |
| Windpark Hohenwalde Süd                                                                                  | 2009 | 10,0                  | 5      | Vestas V90-2.0MW (5×) | Hohenwalde                                                       | FF          | 52° 16′ 24″ N, 14° 24′ 14″ O                             | Notus energy | |
| Windpark Hoher Fläming                                                                                   | 2006 2007                                                                                                | 7,5                   | 5      | Südwind S77 (3×) Südwind S70 (2×) | Schmögelsdorf                                                    | TF          | 52° 1′ 5″ N, 12° 46′ 9″ O                                | Enertrag | |
| Windpark Hufenfeld (Windpark Beeskow; Windpark Münchenberg)                                              | 2002 2003 2004 2005 2009 2024                                                                            | 88,48                 | 30     | Vestas V80-2.0MW (22×) Enercon E-160 EP5 E3 (8×) | Neuendorf Hufenfeld                                              | LOS         | 52° 11′ 26″ N, 14° 12′ 32″ O                             | Ventotec, MBBF | 2024-2025 Repowering (5× Enercon E-160 EP5 E3 statt 7× Vestas V80-2.0MW) weitere Anlagen geplant (5× Enercon E-160 EP5 E3) |
| Windpark Ihlow                                                                                           | 2023 | 22,8                  | 4      | Nordex N163/5700 (4×) | Ihlow                                                            | TF          | 51° 54′ 34″ N, 13° 23′ 18″ O                             | UKA Gruppe | |
| Windpark Jacobsdorf-Petersdorf (Windpark Odervorland)                                                    | 1998 2002 2006 2008 2012 2014 2016 2017 2021 2022-2023                                                   | 154,8                 | 47     | Enercon E-40/6.44 E1 (1×) Vestas V90-2.0MW (13×) Siemens SWT-2.3-93 (2×) Enercon E-82 E2 (2×) Vestas V112-3.3MW (2×) Vestas V112-3.45MW (16×) Nordex N149/4500 (4×) Vestas V150-5.6MW (7×) | Jacobsdorf Petersdorf Sieversdorf                                | LOS         | 52° 21′ 10″ N, 14° 21′ 52″ O                             | Energiequelle GmbH; airwin GmbH, MLK                                                                                       | Repowering 2014 (2× Vestas V112-3.3MW statt 3× Enercon E-40/6.44); Repowering 2016/2017 (16× Vestas V112-3.45MW statt 19× Frisia F56/850); wie viele der 18 V112-Anlagen 3,3 MW und wie viele 3,45 MW haben, ist je nach Quelle widersprüchlich; Erweiterung 2021 (4× Nordex N149/4500), werden derzeit auf neuem Turm aufgebaut |
| Windpark Jänickendorfer Heide                                                                            | 2006 2007 2012 2013                                                                                      | 117,2                 | 55     | Enercon E-70 (31×) Enercon E-82 E2 (24×) | Markendorf Werder Neuhof                                         | TF          | 52° 0′ 34″ N, 13° 11′ 22″ O                              | Energiequelle GmbH; LHI Leasing; Enercon Invest                                                                            | |
| Windpark Jännersdorf                                                                                     | 2004 2018                                                                                                | 75,2                  | 35     | Vestas V90-2.0MW (31×) Vestas V117-3.3MW (4×) | Jännersdorf Porep                                                | PR          | 53° 19′ 9″ N, 12° 1′ 22″ O                               | WKN Windkraft Nord | |
| Windpark Jüterbog                                                                                        | 2001 2005                                                                                                | 18,0                  | 12     | Enercon E-40/5.40 (4×) Enercon E-70 (8×) | Jüterbog                                                         | TF          | 51° 58′ 14″ N, 13° 7′ 46″ O                              | | |
| Windpark Kantow                                                                                          | 2004 2012 2023-2024 2025-2026                                                                            | 45,5                  | 15     | REpower MD77 (4×) Vestas V90-2.0MW (4×) Nordex N149/4500 (7×) | Kantow                                                           | OPR         | 52° 55′ 41″ N, 12° 36′ 39″ O                             | Notus energy, WPD | Repowering im Gange (3× Nordex N163/5700 statt 6× REpower MD77) |
| Windpark Karstädt-Kribbe                                                                                 | 2000 2003 2005 2006 2012 2013 2017                                                                       | 38,75                 | 22     | NEG Micon NM 48/750 (3×) REpower MD70 (3×) REpower MD77 (3×) REpower MM92 (3×) Enercon E-70 (5×) Enercon E-70 E4 (2×) Enercon E-82 E2 (3×) | Kribbe                                                           | PR          | 53° 12′ 42″ N, 11° 48′ 8″ O                              | Energiequelle GmbH; Windenergie Wenger-Rosenau GmbH & Co. KG;                                                              | |
| Windpark Karstädt-Premslin (Windpark Karstädt-Blüthen I und II)                                          | 1999 2001 2002 2004 2008 2009 2013 2017 2018 2019 2020 2022 2025                                         | 224,5                 | 72     | REpower MD77 (12×) REpower MM82 (8×) Enercon E-40/5.40 (1×) Enercon E-53 (1×) Enercon E-66/20.70 (2×) Enercon E-82 E2 (1×) Enercon E-92 (5×) Enercon E-101 (5×) Enercon E-115 (1×) Vestas V90-2.0MW (12×) eno energy eno100-2.2MW (1×) Nordex N117/3000 (3×) Nordex N131/3000 (1×) Vestas V162-6.2MW (14×) GE Wind Energy 5.5-158 (5×) | Blüthen Premslin Quitzow                                         | PR          | 53° 8′ 19″ N, 11° 49′ 2″ O                               | Windenergie Wenger-Rosenau GmbH & Co. KG; eno energy, Denker&Wulf, Ostwind; WKN Windkraft Nord                             | Repowering 2013 (2× Enercon E-92 statt 2× Enercon E-40/5.40); Repowering 2022-2023 (7× Vestas V162-6.2MW statt 20× Nordex N60/1300) weitere Vestas V162-6.2MW geplant; weiteres Repowering im Gange (7× Vestas V162-6.2MW statt 12× Nordex N60/1300) weitere Anlagen geplant (2× Vestas V162-7.2MW, 1× Nordex N149/5700, 1× Nordex N163/7000) sowie ein Repowering geplant (1× Enercon E-138 EP3 E3 statt 1× Enercon E-40/5.40) |
| Windpark Karstädt-Pröttlin                                                                               | 2007 2009                                                                                                | 24,0                  | 12     | REpower MM82 (10×) REpower MM92 (2×) | Pröttlin                                                         | PR          | 53° 12′ 11″ N, 11° 33′ 40″ O                             | Windenergie Wenger-Rosenau GmbH & Co. KG                                                                                   | |
| Windpark Kasel-Golzig                                                                                    | 2006 2019                                                                                                | 6,05                  | 3      | Vestas V90-2.0MW (2×) REpower MM92 (1×) | Kasel-Golzig                                                     | LDS         | 51° 55′ 50″ N, 13° 39′ 57″ O                             | | |
| Windpark Ketzin (Windpark Nauener Platte)                                                                | 1995 2000 2001 2003 2005 2006 2008 2009 2010 2011 2015 2016                                              | 175,2                 | 82     | Enercon E-66 18.70 (4×) Enercon E-70 (10×) Enercon E-70 E4 (16×) Enercon E-82 (10×) Enercon E-82 E2 (3×) Vestas V80-2.0MW (12×) Vestas V90-2.0MW (16×) Vestas V126-3.3MW (3×) Nordex N90/2300 (8×) | Etzin Falkenrehde Ketzin Markee Wustermark                       | HVL         | 52° 32′ 14″ N, 12° 52′ 11″ O                             | mdp, wpd, Planet Energy, Windenergie Wenger-Rosenau GmbH & Co. KG; Ventotec; UKA; Eurowind Energy GmbH; Energiequelle GmbH | Repowering 2013 (3× Vestas V90-2.0MW statt 3× Vestas V66-1.65MW); früher noch eine Südwind N3127/270; Erweiterung geplant (2× Enercon E-70 E4) |
| Windpark Ketzin-Tremmen                                                                                  | 2001 | 5,4                   | 3      | Enercon E-66/18.70 (3×) | Tremmen                                                          | HVL         | 52° 31′ 44″ N, 12° 49′ 57″ O                             | | |
| Windpark Ketzin-Zachow                                                                                   | 1994 1998                                                                                                | 1,15                  | 3      | Nordex N27/150 (1×) Enercon E-40/5.40 (2×) | Zachow                                                           | HVL         | 52° 30′ 5″ N, 12° 47′ 41″ O                              | Energiequelle GmbH | |
| Windpark Kittlitz                                                                                        | 2007 2010 2019                                                                                           | 46,7                  | 19     | Vestas V90-2.0MW (13×) Vestas V126-3.45MW (3×) Vestas V136-3.45MW (3×) | Kittlitz                                                         | OSL         | 51° 49′ 6″ N, 13° 56′ 13″ O                              | ETL; PNE Wind; VSB Group; WKN Windkraft Nord                                                                               | |
| Windpark Klein Mutz                                                                                      | 2003 2012 2015                                                                                           | 26,0                  | 12     | Vestas V80-2.0MW (6×) Vestas V90-2.0MW (4×) Vestas V112-3.0MW (2×) | Klein Mutz                                                       | OHV         | 52° 57′ 50″ N, 13° 15′ 25″ O                             | Notus energy; Eurowind Energy GmbH; airwin GmbH; Greenwind                                                                 | Repowering 2015 (2× Vestas V112-3.0MW statt 2× Vestas V80-2.0MW) weiteres Repowering in Planung (3× Vestas V112-3.3MW statt 3× Vestas V80-2.0MW) |
| Windpark Kleisthöhe                                                                                      | 2006 2011                                                                                                | 36,1                  | 15     | GE Wind Energy 2.5xl (8×) GE Wind Energy 2.3-94 (7×) | Hetzdorf Jagow                                                   | UM          | 53° 26′ 8″ N, 13° 44′ 26″ O                              | Enertrag | Teil des Verbunds Kraftwerk Uckermark Erweiterung geplant (1× Vestas V150-5.6MW) |
| Windpark Klettwitz (incl. Windpark Sallgast Süd, Windpark Klettwitz Nord; Windpark Klettwitz Süd)        | 1999 2004 2007 2014 2015 2017 2019 2020 2025                                                             | 172,4                 | 58     | Vestas V80-2.0MW (13×) Vestas V90-2.0MW (2×) Vestas V112-3.3MW (32×) Vestas V117-3.3MW (10×) Vensys 126/3800 (1×) | Klettwitz Lichterfeld Sallgast Kostebrau Schipkau                | OSL EE      | 51° 32′ 28″ N, 13° 52′ 4″ O                              | Ventotec | bei Inbetriebnahme größter Windpark in Europa, Repowering 2014–2015 (19× Vestas V112-3.3MW statt 38× Vestas V66-1.75MW); Erweiterung geplant (7× Vestas V150-4.2MW); unweit des Windparks Kostebrau Errichtung des weltweit ersten Höhenwindturms (300 Meter Nabenhöhe Prototyp) ii Bau mit einer Vensys 126/3800 |
| Windpark Klosterfelde                                                                                    | 2002 2003 2014 2018                                                                                      | 20,85                 | 10     | Enercon E-66/18.70 (6×) Enercon E-82 E2 (1×) Enercon E-92 (2×) Enercon E-101 (1×) | Klosterfelde Stolzenhagen                                        | BAR         | 52° 47′ 13″ N, 13° 27′ 7″ O                              | WP Klosterfelde | |
| Windpark Koßdorf                                                                                         | 1998 2003 2018 2019                                                                                      | 35,25                 | 17     | Südwind S77 (11×) Vestas V112-3.3MW (2×) Vestas V117-3.3MW (1×) REpower MM92 (1×) Senvion 3.4M114 (2×) | Koßdorf                                                          | EE          | 51° 31′ 7″ N, 13° 13′ 14″ O                              | Prokon | Repowering 2019 (1× REpower MM92 und 2× Senvion 3.4M114 statt 4× DeWind D4 48/600); Erweiterung geplant |
| Windpark Kostebrau                                                                                       | 2000 | 9,9                   | 6      | Vestas V66-1.75MW (6×) | Kostebrau                                                        | OSL         | 51° 32′ 8″ N, 13° 50′ 2″ O                               | Ventotec | soll im Zuge der Erweiterung des Windparks Klettwitz abgebaut werden |
| Windpark Kötzlin-Barenthin                                                                               | 2002 | 30,6                  | 17     | Enercon E-66/18.70 (17×) | Kötzlin Barenthin                                                | OPR PR      | 52° 54′ 40″ N, 12° 14′ 51″ O                             | PNE, PSEEG | |
| Windpark Kraatz                                                                                          | 2003 | 22,0                  | 11     | Vestas V80-2.0MW (11×) | Kraatz Badingen                                                  | OHV         | 52° 58′ 7″ N, 13° 12′ 54″ O                              | Eurowind Energy GmbH | errichtet auf ehemaligem Militärgelände |
| Windpark Krampfer-Tüchen                                                                                 | 2002 2016 2017 2018 2019 2020 2021 2022 2023                                                             | 112,5                 | 34     | Enercon E-66/18.70 (11×) Nordex N131/3000 (10×) Nordex N131/3300 (1×) Nordex N131/3900 (1×) Nordex N149/4500 (6×) Nordex N149/5700 (5×) | Krampfer Tüchen                                                  | PR          | 53° 3′ 58″ N, 12° 2′ 59″ O                               | | Repowering 2016 (5× Nordex N131/3000 und 1× Nordex N131/3300 statt 12× Vestas V47-660kW) Prototyp der Nordex N131/3300 |
| Windpark Krummensee-Nordost                                                                              | 2000 2002 2004 2010 2023-2024                                                                            | 20,3                  | 12     | Micon M1800-600 (1×) Enron Wind 1.5sl (5×) NEG Micon NM 82/1500 (4×) Vestas V90-2.0MW (1×) Enercon E-138 EP3 E2 (1×) | Krummensee Werneuchen                                            | BAR         | 52° 36′ 23″ N, 13° 42′ 10″ O                             | Energiequelle GmbH | Erweiterung geplant (2× Enercon E-138 EP3 E2) |
| Windpark Kyritz-Demerthin                                                                                | 1996 1997 2001 2002 2005 2017                                                                            | 32,0                  | 25     | Enercon E-40/5.40 (2×) Enercon E-40/6.44 (1×) NEG Micon NM 60/1000 (16×) Nordex N117/2400 (6×) | Demerthin Kyritz                                                 | OPR PR      | 52° 58′ 31″ N, 12° 19′ 3″ O                              | Zopf GmbH, WPD | Repowering 2017 (6× Nordex N117/2400 statt 6× NEG Micon NM 60/1000) |
| Windpark Kyritz-Plänitz-Leddin-Zernitz                                                                   | 2001 2003 2009 2012 2013 2014 2015 2021-2022 2025                                                        | 78,24                 | 33     | Enercon E-66/18.70 (8×) Vestas V90-2.0MW (20×) Vestas V150-4.2MW (1×) Enercon E-138 EP3 E3 (2×) Enercon E-160 EP5 E3 (2×) | Holzhausen Plänitz-Leddin Zernitz                                | OPR         | 52° 54′ 0″ N, 12° 23′ 2″ O                               | wpd, Pommer&Schwarz, Renerco, UKA, EmBW                                                                                    | Repowering im Gange (2× Enercon E-138 EP3 E3 und 2× Enercon E-160 EP5 E3 statt 6× Enercon E-66/18.70) |
| Windpark Ladeburg-Lobetal                                                                                | 2003 2004 2006 2017 2020                                                                                 | 9,7                   | 7      | Enercon E-40/6.44 (2×) Enercon E-48 (1×) GE Wind Energy 1.5sl (2×) Nordex N117/2400 (1×) Enercon E-82 E2 (1×) | Ladeburg Lobetal                                                 | BAR         | 52° 43′ 1″ N, 13° 35′ 41″ O                              | MBBF | |
| Windpark Langengrassau                                                                                   | 2006 2007 2012                                                                                           | 10,6                  | 5      | AN Bonus 2000/76 (2×) Enercon E-70 (1×) Enercon E-82 E2 (2×) | Langengrassau                                                    | LDS         | 51° 50′ 47″ N, 13° 38′ 54″ O                             | Energiequelle GmbH | |
| Windpark Langenlipsdorf-Körbitz                                                                          | 1999 | 2,0                   | 4      | Enercon E-40/5.40 (4×) | Langenlipsdorf Körbitz                                           | TF          | 51° 54′ 28″ N, 13° 6′ 5″ O                               | | |
| Windpark Langenrieth-Möglenz                                                                             | 2006 2014 2016                                                                                           | 33,9                  | 14     | Vestas V90-2.0MW (9×) Vestas V112-3.0MW (3×) Vestas V126-3.45MW (2×) | Langenrieth Möglenz                                              | EE          | 51° 28′ 25″ N, 13° 20′ 14″ O                             | Acciona Energiá; UKA; EFI Wind GmbH                                                                                        | Repowering 2014 (3× Vestas V112-3.0MW statt 4× NEG Micon NM 52/900) |
| Windpark Lausitz-Bönitz-Kauxdorf                                                                         | 2003 2006 2009 2011 2012 2014 2015                                                                       | 62,95                 | 32     | NEG Micon NM 82/1500 (5×) REpower MM92 (6×) Vestas V90-2.0MW (17×) eno energy eno82-2.0MW (3×) Vestas V112-3.45MW (1×) | Lausitz Bönitz Kauxdorf                                          | EE          | 51° 31′ 23″ N, 13° 20′ 13″ O                             | UKA; EFI Wind GmbH | Repowering geplant (1× eno energy eno126-4.8MW, 1× eno energy eno152-5.6MW und 2× eno energy eno160-6.0MW statt 4× REpower MM92) |
| Windpark Letschin                                                                                        | 2001 2003                                                                                                | 11,92                 | 10     | Enercon E-40/5.40 (2×) Enercon E-40/6.44 (1×) Enercon E-66/18.70 (5×) Vestas V47-660kW (2×) | Letschin                                                         | MOL         | 52° 38′ 27″ N, 14° 20′ 8″ O                              | | |
| Windpark Lichterfelde                                                                                    | 2000 2001 2003 2008                                                                                      | 8,4                   | 6      | NEG Micon NM 52/900 (1×) REpower MD70 (1×) REpower MD77 (1×) Südwind S77 (1×) Fuhrländer FL 1000/54 (1×) Vestas V80-2.0MW (1×) | Lichterfelde                                                     | BAR         | 52° 52′ 17″ N, 13° 46′ 11″ O                             | Denker&Wulf, Ventotec | Erweiterung geplant (3× Vestas V162-5.6MW) |
| Windpark Lindenberg                                                                                      | 2009 2012 2015 2023 2025                                                                                 | 30,95                 | 7      | REpower MM92 (2×) REpower 3.4M104 (1×) Senvion 3.2M114 (1×) Nordex N163/6800 (3×) | Lindenberg                                                       | BAR         | 52° 36′ 45″ N, 13° 32′ 31″ O                             | | errichtet beiderseits der A 10 am Dreieck Barnim 2024 Repowering (1× Nordex N163/6800 statt 1× REpower MM92) weiteres Repowering im Gange (2× Nordex N163/6800 statt 2× REpower MM92 und 1× REpower 3.4M104) |
| Windpark Lübbenow                                                                                        | 2018 2019 2021 2022                                                                                      | 37,1                  | 9      | Vestas V126-3.45MW (1×) Vestas V136-3.45MW (1×) Vestas V136-3.6MW (1×) Vestas V150-4.2MW (5×) Vestas V162-5.6MW (1×) | Lübbenow Trebenow                                                | UM          | 53° 26′ 13″ N, 13° 48′ 13″ O                             | Notus energy | |
| Windpark Lugau                                                                                           | 1999 2004 2009                                                                                           | 6,5                   | 7      | DeWind D4 48/600 (3×) NEG Micon NM 52/900 (3×) Vestas V90-2.0MW (1×) | Lugau                                                            | EE          | 51° 37′ 6″ N, 13° 35′ 35″ O                              | PROMETHEUS, UKA; Eurowind Energy GmbH                                                                                      | |
| Windpark Mallnow-Schönfließ                                                                              | 2000 2001 2009 2018 2022                                                                                 | 34,2                  | 8      | Enercon E-82 (1×) Enercon E-126 EP4 (5×) Vestas V162-5.6MW (2×) | Mallnow Schönfließ                                               | MOL         | 52° 26′ 8″ N, 14° 29′ 0″ O                               | Windmüllerei Mallnow | Repowering 2018 (5× Enercon E-126 EP4 statt 9× Enercon E-66/15.66) |
| Windpark Märkisch Linden (incl. Windpark Walsleben)                                                      | 1997 1998 2008 2012 2013 2014 2016                                                                       | 62,35                 | 38     | Enercon E-40/5.40 (3×) NEG Micon NM 72c/1500 (2×) Fuhrländer FL MD77 (20×) Enercon E-82 E2 (1×) Vestas V90-2.0MW (8×) REpower MM92 (1×) Nordex N100/2500 (3×) | Darritz-Wahlendorf Gottberg Kränzlin Neuruppin Walsleben Werder  | OPR         | 52° 55′ 34″ N, 12° 42′ 17″ O                             | Wenger-Rosenau GmbH & Co. KG; swb AG; PNE Wind; WKN Windkraft Nord                                                         | Entlang der A24 Repowering 2014 (3× Nordex N100/2500 statt 3× BWU 43/600) |
| Windpark Marwitz                                                                                         | 2005 2010                                                                                                | 5,6                   | 4      | Enercon E-48 (2×) Enercon E-82 (2×) | Marwitz                                                          | OHV         | 52° 41′ 3″ N, 13° 7′ 42″ O                               | | |
| Windpark Marzahna Nord-West                                                                              | 2006 | 7,5                   | 5      | Südwind S77 (3×) Südwind S70 (2×) | Marzahna                                                         | PM          | 52° 0′ 29″ N, 12° 45′ 41″ O                              | | |
| Windpark Mertensdorf-Silmersdorf                                                                         | 2005 2006 2012 2014 2017 2020 2022-2023 2024                                                             | 52,45                 | 27     | NEG Micon NM 72c/1500 (15×) Vestas V90-2.0MW (5×) Enercon E-82 E2 (4×) Enercon E-92 (1×) Enercon E-115 EP3 E3 (2×) | Mertensdorf Silmersdorf                                          | PR          | 53° 15′ 3″ N, 12° 8′ 1″ O                                | eno energy; EFI Wind GmbH                                                                                                  | Erweiterung geplant (1× eno energy eno126-4.8MW) |
| Windpark Meyenburg-Frehne                                                                                | 1995 2001 2003 2005 2012 2014 2015                                                                       | 108,25                | 38     | Jacobs J48/600 (6×) REpower 48/600 (3×) Enercon E-66/18.70 (8×) REpower MM92 (5×) Enercon E-70 E4 (2×) Enercon E-82 (3×) REpower MM100 (1×) Nordex N163/6800 (10×) | Meyenburg Frehne                                                 | PR          | 53° 18′ 1″ N, 12° 12′ 8″ O                               | Energiequelle GmbH, KWE New Energy                                                                                         | 4× Lagerwey LW 18/80 wurden mittlerweile abgebaut Erweiterung in Bau (10× Nordex N163/6800), Windparks Meyenburg und Frehne werden mit der Erweiterung zu einem Windpark |
| Windpark Milow                                                                                           | 1999 2017 2018 2019 2022 2023                                                                            | 70,85                 | 18     | Vestas V126-3.45MW (11×) Vestas V136-3.6MW (3×) Vestas V162-5.6MW (1×) GE Wind Energy 5.5-158 (3×) | Milow Trebenow                                                   | UM          | 53° 27′ 47″ N, 13° 49′ 54″ O                             | Notus energy, Denker & Wulf                                                                                                | 2023 Repowering (3× GE Wind Energy 5.5-158 statt 12× Husumer Schiffswerft HSW 1000/57) |
| Windpark Mittenwalde                                                                                     | 1999 2004                                                                                                | 5,45                  | 7      | Südwind S46/600 (2×) Vestas V52-850kW (5×) | Mittenwalde Petznick                                             | UM          | 53° 10′ 48″ N, 13° 38′ 21″ O                             | | eine weitere Südwind S46/600 wurde 2015 bis auf den Turm abgebaut |
| Windpark Möthlitz                                                                                        | 2012 | 10,0                  | 5      | Vestas V90-2.0MW (2×) | Möthlitz                                                         | HVL         | 52° 27′ 51″ N, 12° 23′ 32″ O                             | | |
| Windpark Müncheberg                                                                                      | 1999 2006                                                                                                | 8,6                   | 5      | Vestas V44-600kW (1×) Vestas V90-2.0MW (4×) | Müncheberg                                                       | MOL         | 52° 31′ 8″ N, 14° 10′ 36″ O                              | | Erweiterung geplant (2× Vestas V126-3.45MW und 7× Senvion 3.6M140) |
| Windpark Nackel                                                                                          | 1998 2001                                                                                                | 3,5                   | 7      | Enercon E-40/5.40 (7×) | Nackel                                                           | OPR         | 52° 50′ 2″ N, 12° 33′ 12″ O                              | | |
| Windpark Nahmitz-Netzen-Michelsdorf                                                                      | 1999 2000 2002 2003                                                                                      | 7,2                   | 10     | DeWind D4/48 (1×) Tacke TW 600e (2×) Vestas V47-660kW (3×) Vestas V52-850kW (4×) | Nahmitz Netzen Michelsdorf                                       | PM          | 52° 19′ 24″ N, 12° 41′ 45″ O                             | | |
| Windpark Nauen-Südost                                                                                    | 2003 2008                                                                                                | 14,65                 | 7      | Vestas V52-850kW (1×) Enercon E-70 E4 (6×) | Markee Nauen                                                     | HVL         | 52° 35′ 17″ N, 12° 53′ 30″ O                             | | |
| Windpark Nauen-Südwest                                                                                   | 1995 1999 2000 2001 2003 2006 2007 2008 2009 2011                                                        | 120,50                | 76     | Wind World W5200/750 (17×) NEG Micon NM 72c/1500 (10×) NEG Micon NM 82/1500 (4×) Micon M 1500-600 (1×) Enercon E-40/5.40 (2×) Enercon E-40/6.44 (2×) Enercon E-70 (22×) Enercon E-70 E4 (12×) Enercon E-82 (5×) Enercon E-82 E2 (1×) | Berge Lietzow Markee Nauen Neukammer                             | HVL         | 52° 35′ 18″ N, 12° 49′ 57″ O                             | | |
| Windpark Nechlin                                                                                         | 2001 2003 2010                                                                                           | 29,1                  | 17     | Enron Wind 1.5sl (7×) Enercon E-66/18.70 (7×) Enercon E-66/20.70 (1×) Enercon E-82 (2×) | Nechlin                                                          | UM          | 53° 27′ 17″ N, 13° 53′ 35″ O                             | Enertrag | Teil des Verbunds Kraftwerk Uckermark |
| Windpark Neu Zauche                                                                                      | 1998 2006                                                                                                | 18,75                 | 14     | GE Wind Energy 1.5sl (11×) Lagerwey LW 50/750 (3×) | Neu Zauche Caminchen                                             | LDS         | 51° 56′ 23″ N, 14° 5′ 52″ O                              | Energiequelle GmbH | |
| Windpark Neuenfeld                                                                                       | 1997 1999 2001 2007 2012 2017                                                                            | 37,75                 | 19     | Enercon E-40/5.40 (1×) Tacke TW 1.5s (1×) Enron Wind 1.5sl (7×) Enercon E-66/18.70 (6×) Enercon E-82 E2 (2×) Enercon E-92 (1×) Enercon E-126 EP8 (1×) | Neuenfeld Schönfeld                                              | UM          | 53° 25′ 18″ N, 14° 2′ 10″ O                              | Enertrag | Teil des Verbunds Kraftwerk Uckermark; Erweiterung geplant (1× Vestas V112-3.0MW) |
| Windpark Neustadt (Dosse)-Bückwitz                                                                       | 1998 1999 2009 2013 2017 2024                                                                            | 93,77                 | 61     | Enercon E-40/5.40 (2×) Vestas V47-660kW (2×) Vestas V52-850kW (31×) Enercon E-53 (15×) Enercon E-82 E2 (3×) Vestas V112-3.3MW (2×) Vestas V162-6.2MW (2×) Nordex N163/6800 (4×) | Neustadt (Dosse) Bückwitz                                        | OPR         | 52° 51′ 21″ N, 12° 28′ 8″ O                              | Eurowind Energy GmbH; Windenergie Wenger-Rosenau GmbH & Co. KG; Zopf GmbH                                                  | Repowering 2017 (2× Vestas V112-3.3MW statt 2× Südwind S46/600 und 1× Südwind S46/750) |
| Windpark Niederwerbig-Rietz                                                                              | 2015 2020 2021 2022                                                                                      | 84,0                  | 26     | GE Wind Energy 2.5-120 (6×) GE Wind Energy 2.75-120 (4×) Enercon E-101 (8×) Enercon E-138 EP3 E2 (8×) | Nichel Niederwerbig Rietz                                        | PM          | 52° 5′ 26″ N, 12° 47′ 18″ O                              | Enertrag | Erweiterung 2020-2021 (8× Enercon E-101); Erweiterung 2022 (8× Enercon E-138 EP3 E2) und Erweiterung geplant (4× GE Wind Energy 5.5-158) |
| Windpark Niemegk                                                                                         | 2000 2004 2005 2007                                                                                      | 32,1                  | 18     | Enercon E-40/5.40 (1×) Enercon E-53 (2×) Vestas V80-2.0MW (13×) Vestas V90-2.0MW (2×) | Niemegk Haseloff                                                 | PM          | 52° 4′ 28″ N, 12° 43′ 29″ O                              | PNE Wind | Repowering geplant (7× Vestas V172-7.2MW statt 13× Vestas V80-2.0MW und 2× Vestas V90-2.0MW) |
| Windpark Parsteinsee-Neukünkendorf                                                                       | 2003 2014                                                                                                | 31,2                  | 19     | Enercon E-66/18.70 (1×) Enercon E-82 E2 (3×) Enron Wind 1.5sl (15×) | Parsteinsee Neukünkendorf                                        | BAR UM      | 52° 57′ 3″ N, 14° 3′ 19″ O                               | Energiequelle GmbH, MBBF                                                                                                   | |
| Windpark Pinnow-Mark Landin-Frauenhagen                                                                  | 2002 2009 2010 2012 2016 2018 2021 2023 2024                                                             | 114,55                | 27     | REpower MM92 (7×) Senvion 3.4M104 (4×) Senvion 3.0M122 (1×) Senvion 3.2M122 (1×) Nordex N149/5700 (12×) Vestas V150-6.0MW (2×) | Frauenhagen Pinnow Mark Landin                                   | UM          | 53° 4′ 38″ N, 14° 5′ 34″ O                               | Eurowind Energy GmbH, Teut                                                                                                 | 2016 Repowering (1× Senvion 3.0M122 statt 1× REpower MM92 und 1× REpower MD77) 2024 Repowering (4× Nordex N149/5700 statt 8× AN Bonus 1300/62 und 1× Vensys 77/1500) sowie Erweiterung (1× Nordex N149/5700) |
| Windpark Podelzig-Lebus                                                                                  | 1995 1999 2002 2025                                                                                      | 47,3                  | 21     | Nordex N52/800 (1×) Vestas V39-500kW (1×) AN Bonus 1300/62 (14×) Enercon E-160 EP5 E3 (5×) | Lebus Podelzig                                                   | MOL         | 52° 27′ 18″ N, 14° 31′ 17″ O                             | Prokon, eDis Natur | Erweiterung in Bau (5× Enercon E-160 EP5 E3) und geplant (1× Nordex N149/5700 und 6× Nordex N163/7000) |
| Windpark Preddöhl                                                                                        | 1995 | 1                     | 8      | Lagerwey LW 27/250 (4×) Lagerwey LW 18/80 (4×) | Preddöhl                                                         | PR          | 53° 13′ 9″ N, 12° 9′ 49″ O                               | Zopf GmbH | mittlerweile abgebaut |
| Windpark Prenzlau-Schenkenberg-Dauer-Schönfeld (incl. Windpark Blindow-Flocksee, Windpark Dauer)         | 1994 1995 1998 1999 2000 2001 2002 2006 2009 2010 2011 2012 2013 2014 2015 2016 2017 2018 2020 2021      | 255,4                 | 113    | Micon M 750-400 (1×) Micon M 1500-600 (3×) BWU 48/600 (1×) Fuhrländer FL MD77 (2×) Jacobs MD77 (5×) Enron Wind 1.5s (4×) Enron Wind 1.5sl (5×) GE Wind Energy 1.5s (4×) GE Wind Energy 1.5sl (1×) Senvion 3.2M114 (6×) Senvion 3.4M114 (1×) Enercon E-40/5.40 (6×) Enercon E-53 (1×) Enercon E-66/15.66 (2×) Enercon E-70 (5×) Enercon E-82 (8×) Enercon E-82 E2 (15×) Enercon E-92 (4×) Enercon E-101 (3×) Vestas V39-500kW (3×) Vestas V112-3.0MW (8×) Vestas V112-3.3MW (2×) Vestas V117-3.45MW (6×) Vestas V126-3.3MW (3×) Vestas V126-3.6MW (1×) Nordex N54/1000 (1×) Nordex N100/2500 (1×) eno energy eno126-3.5MW (1×) eno energy eno114-4.0MW (1×) eno energy eno126-4.0MW (2×) GE Wind Energy 2.75-120 (1×) GE Wind Energy 3.6-137 (6×) | Blindow Dauer Göritz Prenzlau Schenkenberg Schönfeld             | UM          | 53° 21′ 24″ N, 13° 56′ 0″ O                              | Ventus Regenerative Energien GmbH; MLK; Boreas; mdp; SolarWindPark Vega; GSW; Natenco                                      | Repowering 2011 (1× Vestas V112-3.0MW statt 1× Micon M 530-250); Repowering 2014 (3× Senvion 3.2M114 statt 5× Wind World W4100/500); Repowering 2016 (1× Enercon E-101 statt 1× Vestas V39-500kW und 1× Vestas V112-3.3MW statt 2× Wind World W4100/500) Repowering 2017/2019 (1× Vestas V126-3.3MW statt 1× Enercon E-40/5.40); Repowering 2020 (1× Vestas V126-3.3MW statt 1× Enron Wind 1.5sl); 2024 Repowering (1× Vestas V126-3.6MW statt 1× Micon M 1500-600); Repowering geplant (2× Vestas V150-4.2MW statt 6× Enercon E-40/5.40); Erweiterung geplant (1× Vestas V136-4.2MW und 6× Senvion 3.4M140); von 2015 bis 2020 stand eine GE Wind Energy 2.75-120 auf einem Stahl-Fachwerkturm („Space-frame-tower“). Dieser wurde im Mai 2020 gesprengt. Die Anlage wird voraussichtlich 2021 auf herkömmlichen Turm wiederaufgebaut. weitere Erweiterung geplant (12× Vestas V172-7.2MW) |
| Windpark Pritzwalk-West (Windpark Prignitz, Windpark Wolfswinkel; Windpark Giesendorf, Windpark Vormark) | 1994 1998 1999 2003 2005 2014 2015 2017 2019                                                             | 85,55                 | 39     | Enercon E-40/5.40 (5×) Enercon E-48 (1×) NEG Micon NM 72c/1500 (8×) Vestas V80-2.0MW (2×) Vestas V90-2.0MW (5×) eno energy eno92-2.2MW (3×) Vestas V112-3.45MW (1×) Vestas V126-3.3MW (14×) | Giesendorf Kuhsdorf Kuhbier                                      | PR          | 53° 7′ 12″ N, 12° 7′ 19″ O                               | Ostwind, Zopf GmbH | Repowering 2017 (14× Vestas V126-3.3MW statt 14× NEG Micon NM 72c/1500); Erweiterung geplant (1× eno energy eno82-2.0MW und 1× Enercon E-53) |
| Windpark Proschim                                                                                        | 1997 2013                                                                                                | 13,4                  | 8      | AN Bonus 600/44 (4×) Vestas V112-3.0MW (3×) Vestas V90-2.0MW (1×) | Proschim                                                         | SPN OSL     | 51° 32′ 20″ N, 14° 10′ 5″ O                              | UKA, PROMETHEUS | |
| Windpark Prösen                                                                                          | 2001 2002                                                                                                | 3,6                   | 6      | DeWind D4 48/600 (3×) Enercon E-40/6.44 (3×) | Prösen                                                           | EE          | 51° 25′ 6″ N, 13° 30′ 30″ O                              | VSB Group | |
| Windpark Prötzel-Reichenow-Mögelin                                                                       | 2006 2008 2020 2023 2025                                                                                 | 69,6                  | 22     | Vestas V80-2.0MW (9×) Enercon E-115 (3×) Enercon E-138 EP3 E2 (9×) Nordex N133/4800 (1×) | Prädikow Prötzel Reichenow-Möglin                                | MOL         | 52° 38′ 23″ N, 14° 1′ 14″ O                              | PNE Wind, EnBW | |
| Windpark Prützke                                                                                         | 2003 2012                                                                                                | 30,0                  | 19     | GE Wind Energy 1.5sl (16×) Vestas V90-2.0MW (3×) | Prützke                                                          | PM          | 52° 20′ 2″ N, 12° 37′ 22″ O                              | Volkswind, wpd | |
| Windpark Quitzow-Sükow                                                                                   | 2002 2005 2009                                                                                           | 26,4                  | 14     | Enercon E-40/6.44 (1×) Enercon E-66/18.70 (1×) Enercon E-82 (12×) | Quitzow Sükow                                                    | PR          | 53° 5′ 57″ N, 11° 47′ 35″ O                              | | |
| Windpark Randowhöhe-Wollin                                                                               | 2003 2004 2005 2018 2020 2021                                                                            | 101,0                 | 52     | Enercon E-66/18.70 (9×) Enron Wind 1.5sl (8×) Südwind S77 (10×) Vestas V80-2.0MW (12×) REpower MD77 (8×) Enercon E-82 E2 (1×) Enercon E-147 EP5 E1 (1×) GE Wind Energy 5.5-158 (2×) Enercon E-138 EP3 E2 (1×) | Gramzow Randowtal Uckerfelde                                     | UM          | 53° 15′ 59″ N, 14° 2′ 50″ O                              | Enertrag | Teil des Verbunds Kraftwerk Uckermark, errichtet beiderseits der A 11; zweiter Prototyp der Enercon E-147 EP5 E1, der baugleich mit der Lagerwey L 147-4.3 ist; 2022 Upgrade der GE Cypress-Turbinen von 4.8 auf 5.5MW |
| Windpark Rehfeld-Kölsa                                                                                   | 2005 2006 2013 2016 2017 2018 2020 2022                                                                  | 74,55                 | 26     | NEG Micon NM 82/1500 (7×) Vestas V90-2.0MW (1×) Vestas V112-3.0MW (8×) Vestas V112-3.45MW (2×) Vestas V126-3.45MW (1×) Vestas V150-4.2MW (1×) eno energy eno126-3.5MW (5×) Vestas V162-6.0MW (1×) | Rehfeld Kölsa                                                    | EE          | 51° 34′ 2″ N, 13° 11′ 28″ O                              | UKA; EFI Wind GmbH; Thüga Erneuerbare Energien GmbH & Co KG; eno energy                                                    | Erweiterung 2022 (1× Vestas V162-6.0MW); Repowering geplant (3× Vestas V162-6.2MW statt 7× NEG Micon NM 82/1500) |
| Windpark Rosow                                                                                           | 2020 2021                                                                                                | 20,7                  | 6      | Vestas V117-3.45MW (5×) Vestas V126-3.45MW (1×) | Rosow                                                            | UM          | 53° 19′ 10″ N, 14° 23′ 33″ O                             | Enertrag | |
| Windpark Schäcksdorf                                                                                     | 2006 | 12,0                  | 6      | Vestas V90-2.0MW (6×) | Schäcksdorf Drahnsdorf                                           | LDS         | 51° 55′ 44″ N, 13° 32′ 17″ O                             | | |
| Windpark Schenkendöbern                                                                                  | 2009 2016 2017                                                                                           | 25,8                  | 12     | Fuhrländer FL MD77 (8×) Vestas V117-3.45MW (2×) Vestas V126-3.45MW (2×) | Schenkendöbern                                                   | SPN         | 51° 57′ 19″ N, 14° 36′ 17″ O                             | WP Schenkendöbern; UKA | |
| Windpark Schierenberg                                                                                    | 2025 | 48,0                  | 8      | Vestas V150-6.0MW (8×) | Schlaubetal                                                      | SPN         | 52° 8′ 32″ N, 14° 33′ 55″ O                              | ABO Energy | in Bau weitere 2 Vestas V150-6.0MW genehmigt |
| Windpark Schlalach                                                                                       | 2010 | 51,1                  | 22     | Enercon E-82 (7×) Enercon E-82 E2 (22×) Enercon E-101 (5×) | Schlalach                                                        | PM          | 52° 10′ 2″ N, 12° 49′ 28″ O                              | Enercon Invest | |
| Windpark Schmölln                                                                                        | 1993 2015 2017 2021                                                                                      | 22,4                  | 7      | WTN 200/26 (3×) Vestas V90-2.0MW (1×) Vestas V126-3.3MW (4×) Vestas V136-3.6MW (4×) | Schmölln                                                         | UM          | 53° 18′ 15″ N, 14° 5′ 15″ O                              | Notus energy; juwi | |
| Windpark Schönerlinde                                                                                    | 2002 2012                                                                                                | 9,6                   | 5      | Südwind S70 (2×) eno energy eno92-2.2MW (3×) | Schönerlinde                                                     | BAR         | 52° 40′ 0″ N, 13° 25′ 14″ O                              | Berliner Wasserbetriebe | zur Eigenversorgung des Klärwerks Schönerlinde |
| Windpark Schönfeld                                                                                       | 2006 2010 2020 2022                                                                                      | 38,5                  | 17     | Enercon E-70 (2×) Enercon E-82 (12×) Vestas V117-3.45MW (2×) Vestas V136-3.6MW (1×) | Schönfeld                                                        | UM          | 53° 16′ 37″ N, 14° 16′ 30″ O                             | Enertrag | Teil des Verbunds Kraftwerk Uckermark |
| Windpark Schönhagen                                                                                      | 1993 2000 2004 2009                                                                                      | 23,8                  | 14     | Enercon E-40/5.40 (3×) Vestas V90-2.0MW (10×) Enercon E-70 E4 (1×) | Schönhagen                                                       | PR          | 53° 10′ 49″ N, 12° 7′ 18″ O                              | WKN Windkraft Nord | 2023 Rückbau von 1× Lagerwey LW 18/80 aufgrund eines Brandschadens |
| Windpark Schönwalde Südost                                                                               | 1999 2001 2007 2014 2018                                                                                 | 32,05                 | 17     | Enercon E-66/15.66 (1×) Enercon E-40/6.44 (3×) Vestas V90-2.0MW (11×) Vestas V112-3.3MW (1×) Vestas V126-3.45MW (1×) | Schönwalde Lubolz                                                | LDS         | 51° 58′ 2″ N, 13° 47′ 2″ O                               | Notus energy / E.ON Climate & Renewables                                                                                   | Repowering geplant (1× Vestas V172-7.2MW statt 1× Enercon E-40/6.44) |
| Windpark Schönwerder-Bandelow (Windpark Beesenberg)                                                      | 2017 2021 2023 2024-2025                                                                                 | 82,2                  | 22     | Vestas V126-3.45MW (12×) Vestas V150-5.6MW (2×) Vestas V150-6.0MW (7×) Vestas V162-5.6MW (1×) | Schönwerder Bandelow (Uckerland)                                 | UM          | 53° 23′ 26″ N, 13° 50′ 13″ O 53° 24′ 58″ N, 13° 49′ 0″ O | Notus energy, Enertrag | erste Anlagen der EnVentus Plattform Erweiterung in Bau |
| Windpark Seelow-Hufen                                                                                    | 1996 2002 2003 2004 2013 2016 2021                                                                       | 76,65                 | 24     | Vestas V80-2.0MW (9×) Vestas V90-2.0MW (1×) Vestas V150-5.6MW (1×) Enercon E-66/18.70 (3×) Enercon E-82 E2 (2×) Enercon E-92 (3×) Nordex N163/6800 (5×) | Görlsdorf Gusow Seelow                                           | MOL         | 52° 32′ 24″ N, 14° 21′ 9″ O                              | WKN Windkraft Nord; PNE Wind; UKA                                                                                          | 2021 Rückbau einer Vestas V44-600kW Erweiterung in Bau (5× Nordex N163/6800) und geplant (2× Vestas V162-5.6MW und 3× Nordex N163/6800) |
| Windpark Sembten                                                                                         | 2002 2019                                                                                                | 26,4                  | 12     | REpower MD77 (8×) Vestas V126-3.6MW (4×) | Groß Breesen Sembten                                             | SPN         | 52° 0′ 10″ N, 14° 39′ 17″ O                              | Prokon | Erweiterung geplant (2× GE Wind Energy 5.5-158) |
| Windpark Spremberg                                                                                       | 2009 2016 2019                                                                                           | 45,35                 | 17     | Fuhrländer FL 2500/100 (9×) FWT 2500/100 (5×) Vestas V136-3.45MW (3×) | Spremberg                                                        | SPN         | 51° 32′ 28″ N, 14° 25′ 17″ O                             | WSB, VSB Group | 2016 Aufbau weiterer Anlagen von FWT als Nachfolgeunternehmen von Fuhrländer |
| Windpark Stolzenhain                                                                                     | 2009 2011 2017 2019                                                                                      | 20,2                  | 8      | Enercon E-82 (4×) GE Wind Energy 2.5-120 (2×) GE Wind Energy 3.6-137 (2×) | Stolzenhain                                                      | EE          | 51° 51′ 16″ N, 13° 8′ 7″ O                               | Energiequelle GmbH; MBBF                                                                                                   | |
| Windpark Storkow                                                                                         | 2003 2014                                                                                                | 9,7                   | 6      | Südwind S77 (5×) eno energy eno92-2.2MW (1×) | Storkow                                                          | UM          | 53° 2′ 9″ N, 13° 26′ 25″ O                               | Enertrag, Notus energy | Teil des Verbunds Kraftwerk Uckermark |
| Windpark Stüdenitz (incl. Windpark Breddin)                                                              | 1997 2005 2009 2011                                                                                      | 43,0                  | 29     | Enercon E-40/5.40 (2×) Vestas V82-1.5MW (24×) Vestas V90-2.0MW (3×) | Breddin Stüdenitz                                                | OPR         | 52° 53′ 45″ N, 12° 16′ 18″ O                             | Global Wind Power, UKA; Eurowind Energy GmbH                                                                               | |
| Windpark Tantow-Mescherin                                                                                | 2021 | 10,8                  | 3      | Vestas V136-3.6MW (3×) | Tantow Mescherin                                                 | UM          | 53° 17′ 11″ N, 14° 22′ 54″ O                             | EnBW | Erweiterung geplant (8× Vestas V150-5.6MW) |
| Windpark Tempelfelde                                                                                     | 1998 2004 2005 2013 2014 2018 2019 2021 2023                                                             | 57,65                 | 18     | Vestas V90-2.0MW (3×) Vestas V112-3.0MW (8×) Vestas V126-3.45MW (5×) Vestas V126-3.6MW (1×) Nordex N163/6800 (1×) | Tempelfelde Danewitz                                             | BAR         | 52° 41′ 32″ N, 13° 41′ 32″ O                             | airwin GmbH; Thüga Erneuerbare Energien GmbH & Co KG                                                                       | Repowering 2013 (8× Vestas V112-3.0MW statt 16× Südwind S46/600); 2023 Repowering (1× Nordex N163/6800 statt 1× REpower MD77); Erweiterung geplant (2× Nordex N163/7000); Repowering geplant (1× Vestas V162-6.2MW statt 1× Vestas V90-2.0MW); weitere Erweiterung geplant (1× Vestas V162-6.2MW und 1× Vestas V117-3.45MW) |
| Windpark Trebbin- Lüdersdorf                                                                             | 1999 2009 2011 2014 2016 2017                                                                            | 54,9                  | 25     | Enercon E-40/5.40 (2×) Vestas V90-2.0MW (14×) Vestas V112-3.3MW (5×) Enercon E-92 (4×) | Lüdersdorf Christinendorf Gadsdorf                               | TF          | 52° 12′ 12″ N, 13° 17′ 32″ O                             | Notus energy, UKA; PNE Wind; Energiequelle GmbH                                                                            | |
| Windpark Trebitz-Lieberose                                                                               | 2004 2022 2023                                                                                           | 70,8                  | 18     | Vestas V90-2.0MW (10×) Vestas V150-5.6MW (1×) Vestas V162-5.6MW (2×) Nordex N163/6800 (5×) | Trebitz (Lieberose)                                              | LDS         | 52° 3′ 10″ N, 14° 19′ 30″ O                              | Notus energy; Eurowind Energy GmbH, UKA Gruppe                                                                             | Erweiterung 2023 (5× Nordex N163/6800), Erweiterung geplant (1× eno energy eno126-3.5MW und 9× eno energy eno160-6.0MW), weitere Erweiterung geplant (2× Nordex N163/5700) |
| Windpark Uckerfelde                                                                                      | 1995 2003 2022 2023                                                                                      | 32,31                 | 9      | Enercon E-40/5.40 (1×) Micon M 750/250 (1×) Enercon E-66/18.70 (2×) Enercon E-160 EP5 E3 (1×) Vestas V162-5.6MW (4×) | Bertikow Bietikow Falkenwalde                                    | UM          | 53° 15′ 30″ N, 13° 57′ 15″ O                             | | 2023 Repowering (4× Vestas V162-5.6MW statt 1× Enercon E-66/18.70) Erweiterung in Planung (1× Vestas V162-7.2MW) |
| Windpark Uckley-Nord-Spreeau                                                                             | 2016 2021                                                                                                | 66,6                  | 18     | Nordex N131/3300 (10×) Vestas V150-4.2MW (8×) | Königs Wusterhausen Spreenhagen                                  | LDS LOS     | 52° 20′ 28″ N, 13° 44′ 53″ O                             | ABO Wind, Trianel | errichtet an der A 10 und A 12; Größter Windpark der Trianel auf dem Festland, Flächeneigentümerin ist die Bundesanstalt für Immobilienaufgaben; Erweiterung geplant (1× Vestas V150-4.2MW, 2× Vestas V150-6.0MW und 1× Vestas V172-7.2MW) |
| Windpark Uebigau                                                                                         | 2003 2006 2007 2011 2014 2016 2017                                                                       | 40,4                  | 21     | NEG Micon NM 82/1500 (5×) Vestas V82-1.5MW (8×) Vestas V90-2.0MW (4×) Vestas V112-3.0MW (2×) Vestas V126-3.45MW (2×) | Uebigau                                                          | EE          | 51° 34′ 10″ N, 13° 17′ 23″ O                             | Acciona Energiá; UKA | |
| Windpark Ullersdorf                                                                                      | 2014 | 43,2                  | 18     | Nordex N117/2400 (18×) | Ullersdorf                                                       | LDS         | 52° 3′ 36″ N, 14° 22′ 56″ O                              | STEAG New Energies GmbH | |
| Windpark Vetschau (incl. Windpark Eichow)                                                                | 2006 2011 2015 2017 2018 2021                                                                            | 53,95                 | 22     | Vestas V90-2MW (7×) Nordex N117/2400 (11×) Siemens SWT-3.2-113 (1×) Siemens SWT-3.6-130 (1×) Siemens SWT-3.15-142 (1×) Nordex N117/3600 (1×) | Lobendorf Eichow                                                 | OSL SPN     | 51° 45′ 17″ N, 14° 5′ 25″ O                              | PROMETHEUS; Green Wind; WKN Windkraft Nord; PNE Wind                                                                       | errichtet an der A 15; Prototypen der Siemens SWT-3.15-142 |
| Windpark Vierraden                                                                                       | 2003 2004                                                                                                | 7,6                   | 4      | Enercon E-66/18.70 (2×) Enercon E-66/20.70 (2×) | Vierraden                                                        | UM          | 53° 6′ 13″ N, 14° 16′ 7″ O                               | | |
| Windpark Wahlsdorf-Schlenzer-Petkus                                                                      | 2012 2014 2015 2016 2017 2019 2021 2024                                                                  | 159,2                 | 49     | Enercon E-53 (1×) Enercon E-101 (1×) Nordex N117/2400 (14×) Vestas V112-3.45MW (2×) Vestas V126-3.3MW (2×) Vestas V136-3.6MW (1×) GE Wind Energy 2.5-120 (9×) GE Wind Energy 2.75-120 (2×) GE Wind Energy 3.2-130 (8×) Vestas V162-5.6MW (2×) Nordex N149/5700 (7×) | Wahlsdorf Schlenzer Petkus Charlottenfelde                       | TF          | 51° 58′ 33″ N, 13° 18′ 50″ O                             | UKA; Energiequelle GmbH, wpd                                                                                               | Erweiterung geplant (8× Nordex N163/5700) |
| Windpark Waldow                                                                                          | 2003 2004 2020 2023-2024 2025                                                                            | 55,6                  | 16     | Vestas V80-2.0MW (5×) Vestas V136-4.2MW (1×) Vestas V150-5.6MW (2×) Vestas V150-6.0MW (1×) Vestas V162-5.6MW (1×) Vestas V162-6.2MW (3×) | Waldow/Brand Schönwalde                                          | LDS         | 51° 59′ 5″ N, 13° 43′ 10″ O                              | Notus energy / Dirkshof Group; UKA; Notus Energy                                                                           | weiteres Repowering im Gange (1× Vestas V150-6.0MW und 3× Vestas V162-6.2MW statt 7× Vestas V80-2.0MW) Erweiterung geplant (1× Vestas V172-7.2MW) |
| Windpark Waltersdorf                                                                                     | 2016 | 4,8                   | 6      | Enercon E-53 (6×) | Waltersdorf                                                      | LDS         | 51° 50′ 16″ N, 13° 40′ 11″ O                             | | |
| Windpark Wartin-Luckow-Petershagen                                                                       | 1997 2015 2017                                                                                           | 62,65                 | 21     | GE Wind Energy 2.75-120 (5×) Vestas V112-3.0MW (13×) Vestas V112-3.3MW (3×) | Wartin Luckow-Petershagen                                        | UM          | 53° 14′ 53″ N, 14° 11′ 10″ O                             | Enertrag | früher noch eine Nordtank NTK 500/41 |
| Windpark Wehrhain                                                                                        | 2009 | 16,0                  | 8      | Vestas V90-2.0MW (8×) | Wehrhain                                                         | EE          | 51° 43′ 30″ N, 13° 24′ 18″ O                             | DIF Infrastructure II; PNE Wind; WKN Windkraft Nord                                                                        | |
| Windpark Welsow-Kerkow                                                                                   | 2002 2017 2021 2022                                                                                      | 35,8                  | 9      | Senvion 3.2M122 (5×) Enercon E-138 EP3 E2 (2×) Nordex N149/5700 (2×) | Kerkow Welsow                                                    | UM          | 53° 3′ 33″ N, 13° 59′ 5″ O                               | | 2021 Repowering (1× Enercon E-138 EP3 E2 statt 1× Enercon E-40/6.44) 2022 weiteres Repowering (2× Nordex N149/5700 statt 5× Enercon E-40/6.44) |
| Windpark Werbig-Hohengörsdorf                                                                            | 2000 2001 2002 2007 2015 2016 2017 2020 2021                                                             | 62,05                 | 29     | AN Bonus 1000/54 (3×) AN Bonus 2000/76 (2×) Enercon E-70 (1×) Enercon E-70 E4 (1×) Enercon E-82 (9×) Enercon E-82 E2 (4×) Enercon E-92 (6×) Enercon E-115 (2×) Vestas V126-3.45MW (1×) | Borgisdorf Fröhden Hohengörsdorf Werbig                          | TF          | 51° 56′ 30″ N, 13° 10′ 5″ O                              | BEC Energie Consult | Erweiterung 2021 (1× Enercon E-70 E4) Repowering geplant (3× Enercon E-82 E2 statt 3× AN Bonus 1000/54) Erweiterung geplant (3× Enercon E-82 E2) weiteres Repowering geplant |
| Windpark Werbig-Lichterfelde                                                                             | 1999 2003                                                                                                | 4,5                   | 5      | AN Bonus 300/33 (1×) AN Bonus 600/44 (2×) AN Bonus 1000/54 (1×) AN Bonus 2000/76 (1×) | Werbig Lichterfelde                                              | TF          | 51° 55′ 46″ N, 13° 12′ 39″ O                             | | |
| Windpark Werder-Zinndorf                                                                                 | 2001 2003 2009 2017                                                                                      | 64,55                 | 31     | Vestas V66-1.75MW (9×) Vestas V80-2.0MW (4×) Enercon E-82 (15×) Nordex N117/2400 (2×) Vestas V162-6.0MW (1×) | Werder Zinndorf                                                  | MOL         | 52° 30′ 16″ N, 13° 57′ 20″ O                             | Denker&Wulf; PNE Wind; WKN Windkraft Nord; Greenwind                                                                       | Erweiterung in Bau (1× Vestas V162-6.0MW) und geplant (1× Nordex N175/6800) |
| Windpark Wernikow-Biesen (incl. Windkraftanlagen Biesen)                                                 | 1995 1998 2011                                                                                           | 18,1                  | 28     | Micon M 1500-600 (1×) BWU 48/600 (19×) Enercon E-40/5.40 (1×) Enercon E-53 (7×) | Wernikow Biesen                                                  | OPR         | 53° 12′ 58″ N, 12° 26′ 24″ O                             | Zopf GmbH | errichtet an der A 19 |
| Windpark Wichmannsdorf                                                                                   | 1999 2005 2006 2012                                                                                      | 7,4                   | 7      | NEG Micon NM 48/600 (2×) Enron Wind 1.5sl (1×) Enercon E-48 (3×) Enercon E-82 E2 (1×) | Wichmannsdorf                                                    | UM          | 53° 13′ 29″ N, 13° 38′ 17″ O                             | Energiequelle GmbH; Notus energy                                                                                           | |
| Windpark Willmersdorf (incl. Windpark Bernau, Windpark Albertshof und Windpark Börnicke)                 | 1998 2002 2003 2013 2017 2018 2020 2021 2024                                                             | 121,5                 | 38     | Nordex N62/1300 (3×) Vestas V80-2.0MW (3×) Vestas V112-3.0MW (9×) Vestas V117-3.45MW (8×) Vestas V126-3.45MW (13×) Nordex N149/5700 (1×) Enercon E-115 (1×) | Bernau Börnicke Willmersdorf                                     | BAR         | 52° 41′ 1″ N, 13° 40′ 25″ O                              | airwin GmbH; Thüga Erneuerbare Energien GmbH & Co KG; Eurowind Energy GmbH                                                 | Repowering 2013 (9× Vestas V112-3.0MW statt 4× Südwind S46/600, 9× Fuhrländer FL 1000/54); Repowering 2017 (2× Vestas V126-3.45MW statt 2× Vestas V80-2.0MW); 2024 Abbau von 1× Fuhrländer FL 1000/54 Erweiterung geplant (7× Vestas V162-7.2MW und 2× Vestas V172-7.2MW); Repowering geplant (1× Vestas V162-6.2MW statt 1× Vestas V80-2.0MW) |
| Windpark Wilmersdorf                                                                                     | 2001 2004 2010 2016 2018                                                                                 | 32,6                  | 18     | Enercon E-66/18.70 (6×) GE Wind Energy 1.5sl (9×) Vestas V90-2.0MW (1×) Enercon E-70 E4 (1×) Enercon E-101 (1×) | Wilmersdorf                                                      | PR          | 53° 10′ 44″ N, 12° 17′ 4″ O                              | | errichtet an der A 24 |
| Windpark Wilsickow-Wismar                                                                                | 1998 2005 2006 2007 2009 2020                                                                            | 55,15                 | 39     | AN Bonus 1000/54 (17×) AN Bonus 1300/62 (3×) GE Wind Energy 1.5sl (8×) Fuhrländer FL MD77 (2×) Vestas V90-2.0MW (3×) REpower MM82 (5×) Enercon E-115 (1×) | Wilsickow Wismar                                                 | UM          | 53° 30′ 25″ N, 13° 49′ 1″ O                              | | |
| Windpark Wittstock-Heiligengrabe                                                                         | 1996 1997 1999 2001 2003 2004 2005 2006 2007 2010 2013 2014 2021                                         | 42,4                  | 44     | Nordtank NTK 600/43 (1×) Enercon E-40/5.40 (2×) Enercon E-53 (17×) Enercon E-82 E2 (1×) Enercon E-103 EP2 (1×) REpower MD77 (3×) Nordex N54/1000 (5×) Vestas V52-850kW (13×) Vestas V90-2.0MW (1×) | Jabel Liebenthal Papenbruch Wittstock/Dosse                      | OPR         | 53° 8′ 14″ N, 12° 26′ 34″ O                              | Windenergie Neuruppin, Windenergie Wenger-Rosenau GmbH & Co. KG; Denker&Wulf; Eurowind Energy GmbH; Zopf GmbH              | 2021 Abbau von 2× Südwind S46/600 und 1× Südwind S46/750; Repowering 2021 (1× Enercon E-103 EP2 statt 1× Vestas V52-850kW), Erweiterung geplant (2× Vestas V162-5.6MW; 8× Nordex N149/5700, 1× Nordex N133/4800 & 1× Nordex N163/6800) |
| Windpark Wittstock-Kraatz                                                                                | 2001 | 4,5                   | 3      | REpower MD70 (3×) | Schapow                                                          | UM          | 53° 23′ 7″ N, 13° 40′ 34″ O                              | Denker&Wulf, Natenco | |
| Windpark Wolfsmoor                                                                                       | 2007 2008 2016                                                                                           | 46,3                  | 23     | Enercon E-82 (22×) Enercon E-82 E2 (1×) | Brüssow Wollschow                                                | UM          | 53° 23′ 29″ N, 14° 10′ 5″ O                              | Enertrag | Teil des Verbunds Kraftwerk Uckermark |
| Windpark Wölsickendorf-Wollenberg                                                                        | 1999 2009 2010 2011 2019 2020 2021                                                                       | 46,6                  | 17     | Enercon E-40/5.40 (2×) Vestas V90-2.0MW (9×) Vestas V150-4.2MW (4×) GE Wind Energy 5.3-158 (2×) | Torgelow Wölsickendorf Dannenberg                                | MOL         | 52° 45′ 4″ N, 13° 56′ 16″ O                              | Notus energy, Ventotec; Eurowind Energy GmbH                                                                               | Erweiterung geplant (1× Vestas V117-3.3MW) |
| Windpark Woltersdorf                                                                                     | 2004 | 7,5                   | 5      | Enron Wind 1.5sl (5×) | Woltersdorf                                                      | UM          | 53° 10′ 28″ N, 14° 11′ 25″ O                             | e3 GmbH | |
| Windpark Wormlage (incl. Windpark Dollenchen)                                                            | 1999 2006 2009                                                                                           | 12,2                  | 11     | Enercon E-40/5.40 (3×) Enercon E-40/6.44 E1 (2×) NEG Micon NM 82/1500 (5×) Vestas V90-2.0MW (1×) | Wormlage Dollenchen                                              | OSL EE      | 51° 36′ 2″ N, 13° 53′ 5″ O                               | ATM | |
| Windpark Woschkow (incl. Windpark Leeskow)                                                               | 2003 2007 2010 2012 2014 2019 2020 2021 2022                                                             | 77,0                  | 22     | REpower MD77 (1×) Vestas V90-2.0MW (6×) Nordex N100/2500 (1×) Vestas V112-3.0MW (2×) eno energy eno126-4.0MW (1×) Nordex N149/4500 (6×) Nordex N149/5700 (3×) Vestas V136-3.45MW (2×) | Leeskow Woschkow                                                 | OSL         | 51° 36′ 23″ N, 14° 3′ 35″ O                              | Acciona Energiá, Denker&Wulf; UKA; EFI Wind GmbH                                                                           | Repowering 2021 (2× Vestas V136-3.45MW statt 3× REpower MD77) |
| Windpark Wriezener Höhe                                                                                  | 1999 2002 2005 2006 2007 2014 2017 2019                                                                  | 76,91                 | 36     | Vestas V44-600kW (1×) Vestas V47-660kW (1×) Vestas V80-2.0MW (10×) Vestas V90-2.0MW (12×) Vestas V112-3.0MW (2×) Vestas V112-3.3MW (1×) Vestas V112-3.45MW (3×) REpower MM82 (6×) | Frankenfelde Haselberg Schulzendorf                              | MOL         | 52° 41′ 13″ N, 14° 3′ 32″ O                              | airwin GmbH, Notus energy, Teut; WKN Windkraft Nord; Eurowind Energy GmbH                                                  | Repowering geplant (3× Nordex N163/5700 statt 4× Vestas V90-2.0MW und 2× REpower MM82) |
| Windpark Wulkow-Trebnitz                                                                                 | 2022-2024                                                                                                | 37,8                  | 9      | Vestas V150-4.2MW (9×) | Wulkow Trebnitz                                                  | MOL         | 52° 33′ 15″ N, 14° 13′ 41″ O                             | WP Wulkow-Trebnitz | |
| Windpark Wulkow-Treplin                                                                                  | 2007 2010 2012 2021                                                                                      | 40,6                  | 14     | Vestas V90-2.0MW (8×) Enercon E-82 (1×) Enercon E-82 E2 (2×) Vestas V150-6.0MW (3×) | Wulkow Alt Zeschdorf Treplin                                     | MOL         | 52° 24′ 1″ N, 14° 26′ 19″ O                              | PNE Wind | September 2022 Upgrade der Vestas V150-5.6MW auf 6.0MW Erweiterung geplant (8× GE Wind Energy 5.5-158) |
| Windpark Wutike                                                                                          | 2009 | 16,0                  | 8      | Enercon E-82 (8×) | Wutike                                                           | PR          | 53° 0′ 23″ N, 12° 22′ 28″ O                              | Denker&Wulf | |
| Windpark Zehlendorf                                                                                      | 2003 | 2,0                   | 3      | Vestas V47-660kW (3×) | Zehlendorf                                                       | OHV         | 52° 47′ 18″ N, 13° 25′ 21″ O                             | EFI Wind GmbH | |
| Windpark Zitz-Warchau                                                                                    | 2003 | 30,0                  | 20     | NEG Micon NM 64c/1500 (20×) | Warchau Zitz                                                     | PM          | 52° 20′ 17″ N, 12° 19′ 46″ O                             | WKN Windkraft Nord; PNE Wind                                                                                               | |
| Windpark Zossen                                                                                          | 2002 2003 2004                                                                                           | 7,8                   | 4      | Enercon E-66/18.70 (1×) Enercon E-66/20.70 (1×) Vestas V80-2.0MW (2×) | Zossen                                                           | TF          | 52° 12′ 26″ N, 13° 29′ 23″ O                             | Energiequelle GmbH | |